# Аренсбург (замок, Шлезвиг-Гольштейн)
Аренсбург (нем. Schloss Ahrensburg) — ренессансный каменный замок. Расположен в городе Аренсбург, в южной части земли Шлезвиг-Гольштейн, примерно в 30 км к северо-востоку от центра Гамбурга, Германия. Изначально комплекс, обнесённый рвом c водой, был центром дворянской усадьбы. Замком данное здание стали называть только в XVIII веке. Сооружение является одним из главных архитектурных объектов эпохи Возрождения на севере Германии. Это одна из самых известных достопримечательностей земли Шлезвиг-Гольштейн, открытая для посещения публикой. Помимо главного здания на территории поместья находится бывшая капелла Аренсбург с так называемыми «Божьими кущами», а также замковый парк, оформленный в духе английских пейзажных садов. По своему типу Аренсбург относится к замкам на воде.

## История

### Ранний период. От замка Арнесвельде до поместья Аренсбург
Рядом с сегодняшним замком уже в Средние века располагалось укреплённое поместье, именуемое Арнесвельде. Оно принадлежало графам фон Шауэнбург. В 1327 году резиденция и прилегающие к ней земли перешли во владения монастыря Райнфельд. В течение последующих нескольких столетий клирики оставались собственниками усадьбы. В первую очередь их интересовали доходы от земледелия. Поэтому небольшое жилое здание почти не использовалось для проживания и со временем стало приходить в упадок.

### Эпоха Ренессанса. В составе Датского королевства

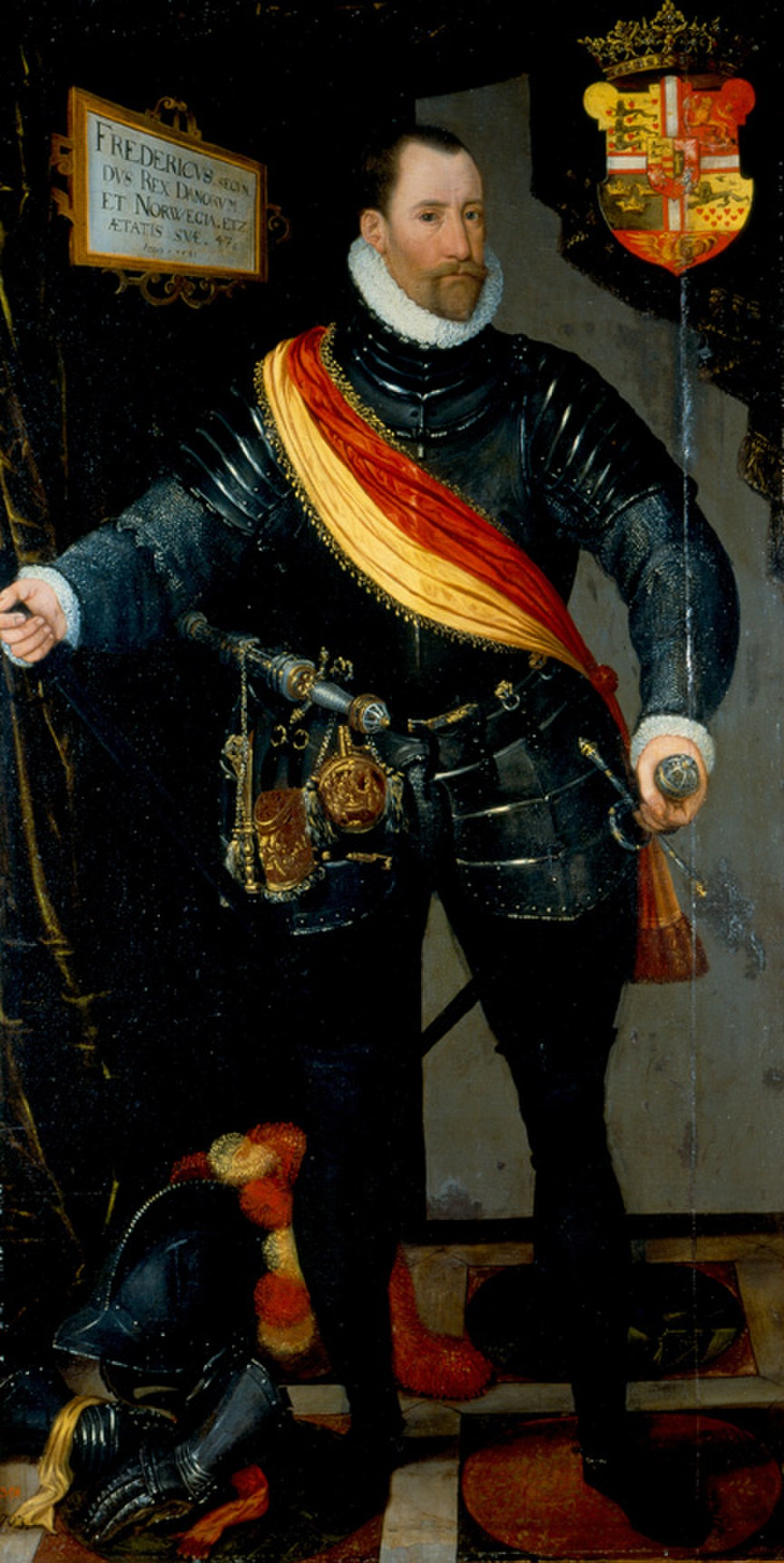
Король Фредерик II

В ходе Реформации в XVI веке монастырь подвергся секуляризации. В ту эпоху северная часть современной Германии входила в состав Датского королевства. В итоге Арнесвельде стал собственностью датского короля Фредерика II. В 1564 году монарх принял решение подарить поместье знатной семье Бломе.

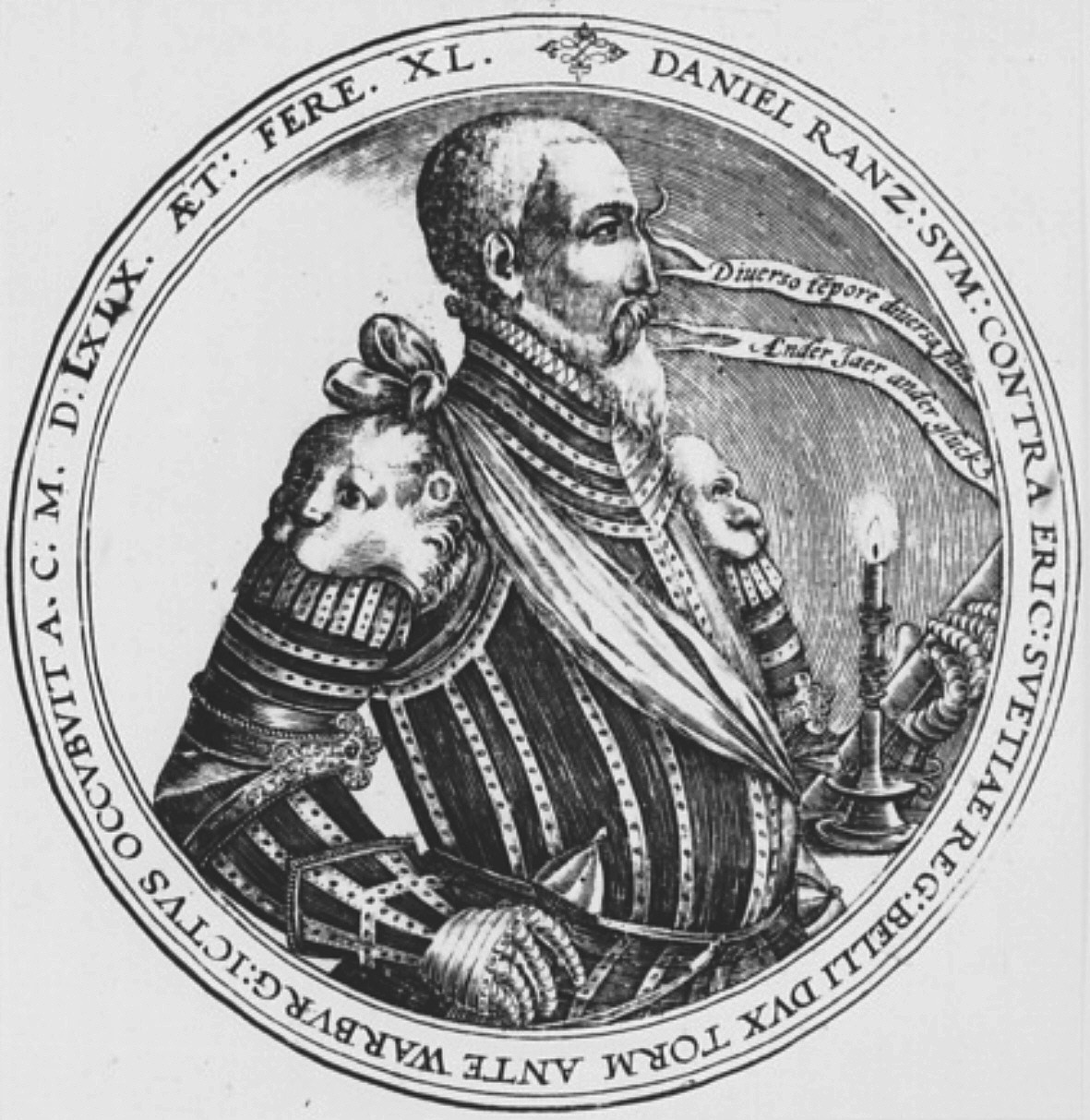
Рантцау, Даниэль

9 марта 1567 года генерал Даниэль Рантцау, находившийся на службе датского короля, получил Арнесвельде в личную собственность. Это была награда за боевые заслуги, а также компенсация за денежные долги, которые имелись у монарха перед полководцем. Вместе с укреплённой усадьбой он получил во владение четыре близлежащие деревни: Вольденхорн, Аренсфельде, Мейльсдорф и Бюннингштедт. Ранцау происходил из боковой ветви рода фон Ниенхофер, самой влиятельной семьи в земле Шлезвиг-Гольштейн того времени. Однако всего два года спустя он пал в сражении у шведской крепости Варберг, так и не успев побывать в своём новом поместье. Поскольку полководец остался бездетным, вся принадлежавшая ему собственность перешла к его брату Петеру Рантцау. В итоге этот человек деятельно взялся за обустройство доставшихся обширных земельных владений.

### XVI-XVIII века. В собственности семьи Рантцау

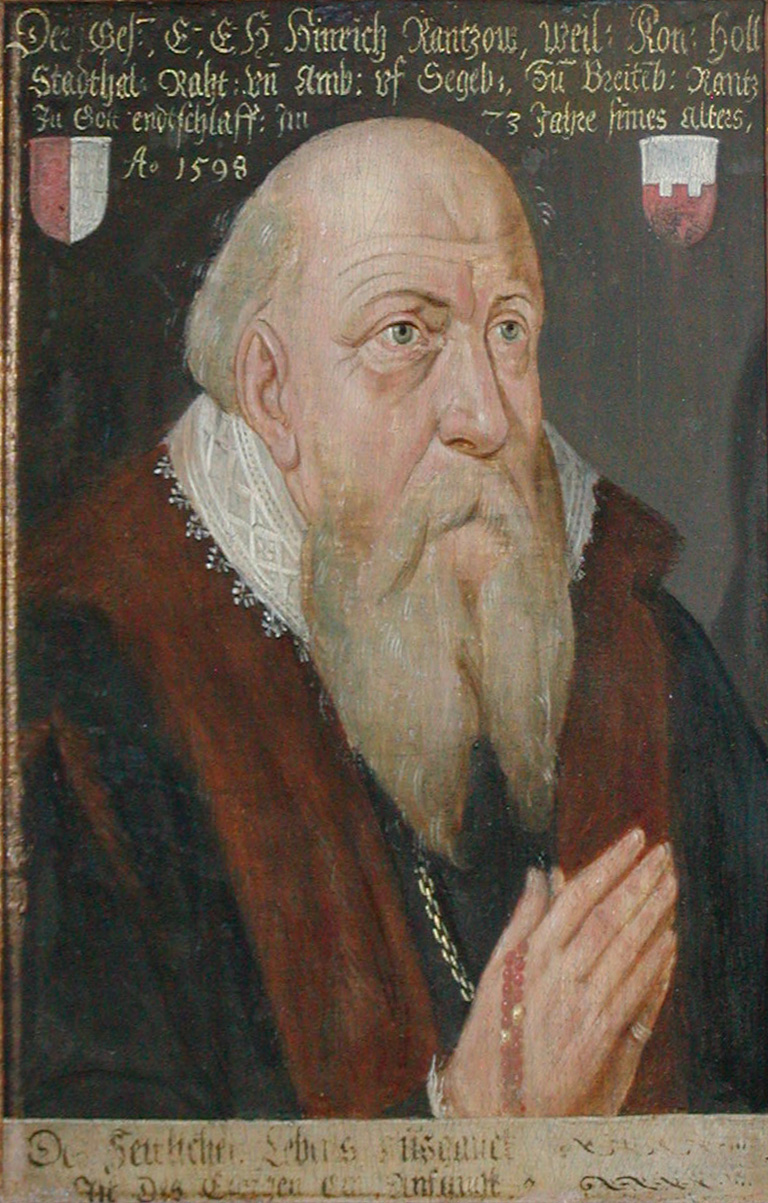
Генрих Рантцау

Питер Рантцау приступил к переустройству усадьбы и прилегающих к ней деревень в 1569 году. К северу от деревни Вольденхорн, где ныне располагается город Аренсбург, была возведена крупная ферма, которая стала экономическим центром поместья. Петер Рантцау приказал построить новый усадебный дом между хозяйственными постройками и деревней, лежавшей к югу. Местом для строительства выбрали долину ручья, впадающего в реку Хуннау.
Работы начались около 1585 года. Для начала демонтировали остатки замка Арнесвельд, находившегося в нескольких километрах южнее. Полученные в результате стройматериалы были использованы для строительства нового комплекса, получившего название Аренсбург. От прежнего средневекового замка до наших дней дошли только несколько заросших кустарниками валов и остатки рвов. Двоюродный брат Петера Рантцау, представитель семьи фон Брайтенбург известный гуманист Генрих Рантцау, так в поэтической форме объяснил изменение расположения главной резиденции:

«Узрите меня, замок, который в будущем будет жить в пасти времени,
Арнсбург, меня назовут подходящим именем,
лежит одиноко, и мои гниющие камни превратились в руины.
Теперь я снова стою в более красивом месте».

Просторная резиденция строилась в традиционном для эпохи Возрождения виде: строгие прямоугольные формы, несколько этажей, скромные украшения фасадов. Внутри здание было оборудовано с максимальным для той эпохи комфортом по тщательно продуманному плану. Сам Генрих Рантцау описал особняк и его интерьеры в 1597 году — вероятно, несколько преувеличенно — как «здание, построенное за непостижимые деньги, комнаты которого были облицованы золотом и серебром».
Особняк строился Петером Рантцау прежде всего как место, где он мог бы в уюте и покое провести свою старость. В частности, неподалёку в 1596 году возвели капеллу, которая предназначалась как будущая усыпальница самого владельца Аренсбурга и его потомков. Однако мечте о могущественной новой ветви семьи Рантцау так и не суждено было сбыться. Уже в следующем поколении род пресёкся. Даниэль Рантцау, сын строителя замка, умер, не оставив потомков мужского пола. Тем не менее, поместье осталось во владении клана Рантцау. Многочисленные родственники сумели вступить в наследство. До XVIII века Аренсбург служил родовой резиденцией семи поколениям семьи фон Рантцау.

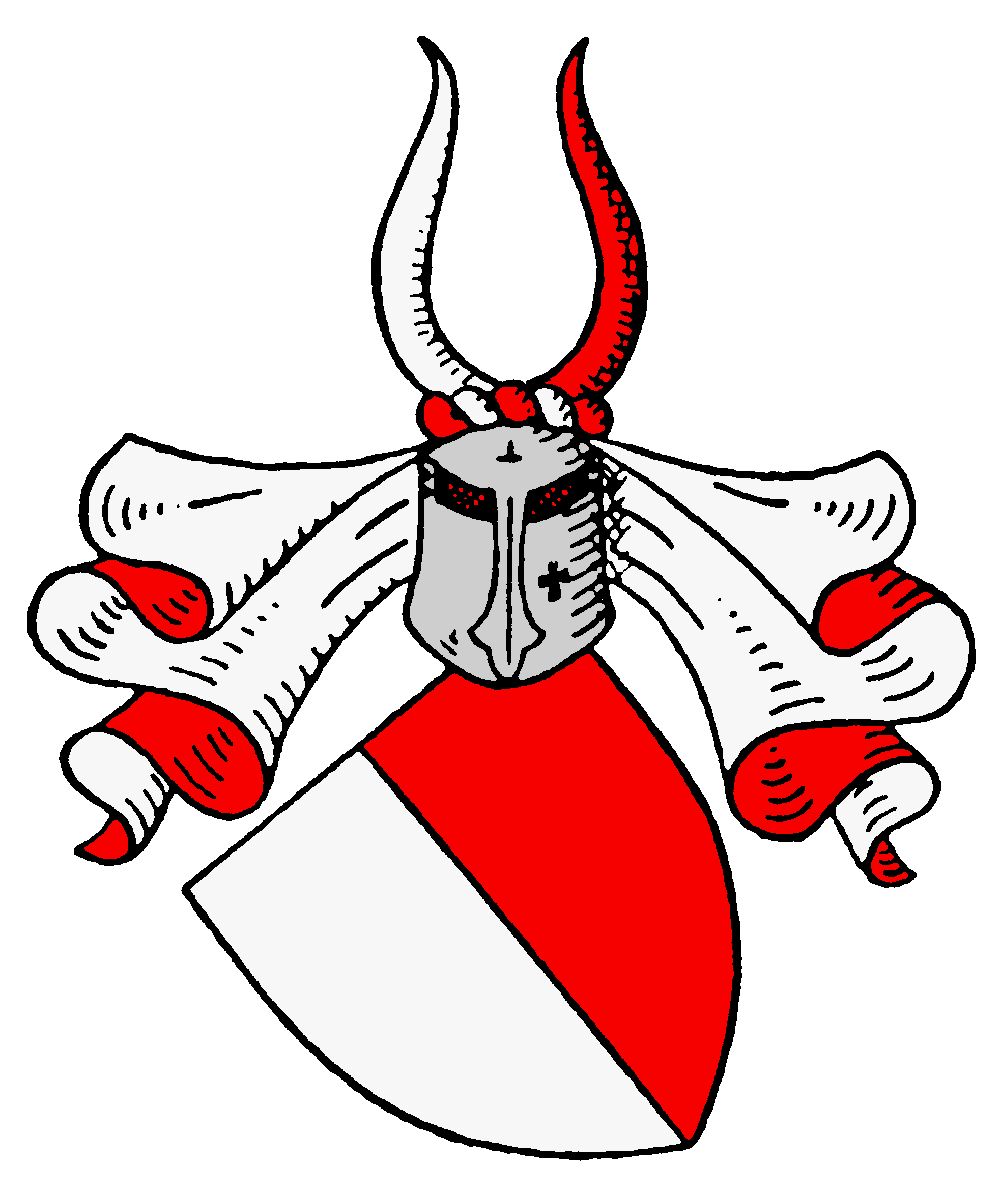
Герб рода Рантцау (дворянский род)

Построенная Петером Рантцау ферма и другие экономические начинания оказались очень прибыльным предприятием. Всё это привело к тому, что доходы позволили образовать при поместье богадельню, где пожилые люди могли найти крышу над головой и уход. В отличие от членов Брайтенбургской ветви Рантцау, которые активно принимали участие в государственных делах и не раз назначались королевскими губернаторами (штатгальтерами), проживавшие в Аренсбурге дворяне предпочитали вести спокойную жизнь сельских помещиков. Они оставались равнодушны к славе и не сыграли особой роли в истории Голштинского герцогства. Замок оставался для них прежде всего изысканным и уютным местом обитания, а не шумной резиденцией, где проходят пиры, балы и решаются судьбы Северной Европы.
Начиная с XVII века, поместье Аренсбург несколько раз оказывалось на грани разорения. Причиной серьёзных финансовых проблем для собственников в числе прочего была разорительная для Европы Тридцатилетняя война, а также её последствия.
В XVIII веке представители рода фон Рантцау вступили в затяжной конфликт со своими работниками и крестьянами. Те всё ещё формально оставались в крепостной зависимости, но больше не желали жить в бесправии и, пользуясь переменами Эпохи просвещения, открыто требовали улучшения условий жизни и повышения оплаты труда. Противостояние едва не вылилось в настоящий бунт. Этот конфликт имел широкий резонанс. Борьба между крепостными и помещиками в поместье Аренсбург даже нашла отражение в датской художественной литературе. Эти события иногда упоминаются как «Тридцать лет Аренсбургской крестьянской войны».
Во второй четверти XVIII века поместье вновь стало приносить собственникам приличный доход. Экономический рост произошёл во многом благодаря талантам Детлева Рантцау. Он сумел найти компромисс с крестьянами и умело использовал современные для той эпохи прогрессивные методы землепользования. Однако в 1746 году Детлев Ранцау умер и поместье вновь стало приходить в упадок. Непомерные расходы собственников привели к резкому росту долгов. В итоге на семейном совете Рантцау было принято решение о продаже имения.

### XVIII-XX века. Летняя резиденция семьи фон Шиммельман

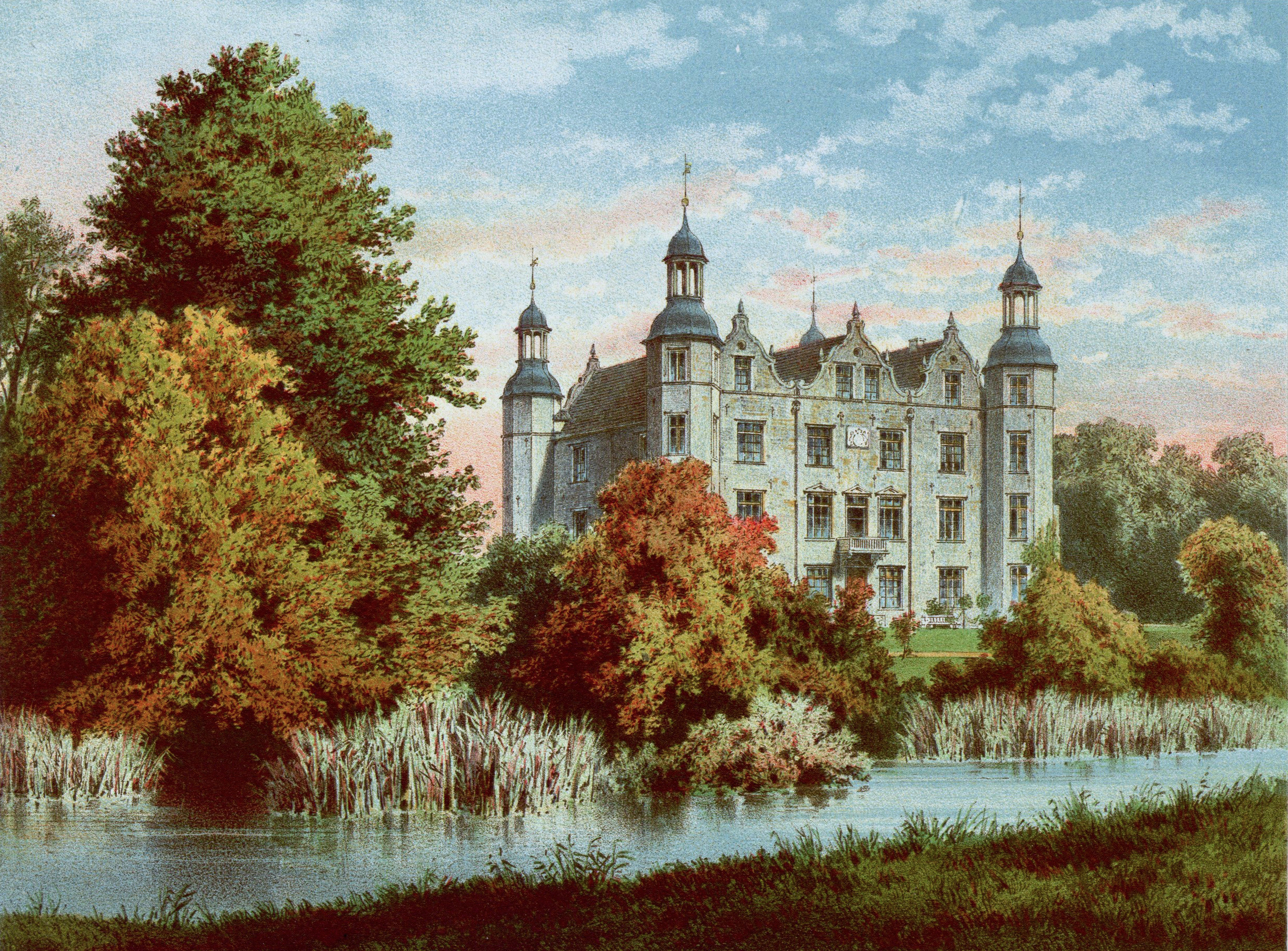
Замок на картине 1869 года

Переговоры с потенциальными покупателями поместья вёл Кристиан Ранцау. В январе 1759 года богатый торговец Генрих Карл фон Шиммельман из Западной Померании объявил о готовности купить Аренсбург. В мае того же года сделка была оформлена. За имение, обремененное серьёзными долгами, было заплачено 180 тысяч рейхсталеров.
Шиммельман был человеком предприимчивым и энергичным. Ещё в 1756 году во время Семилетней войны он заключил выгодный контракт на поставку зерна для прусской армии. Вскоре, благодаря удачным обстоятельствам, ему удалось приобрести акции Мейсенской фарфоровой мануфактуры. Продажи «белого золота» принесли Шиммельману огромные доходы. Несколько фарфоровых сервизов, привезённых им в замок для собственных нужд, благополучно сохранились и в настоящее время выставлены в постоянной экспозиции.
Шиммельман смело вступал в бизнес в других частях света (так называемая Треугольная торговля). Он принимал участие в работорговле, а также скупал плантации на побережье Западной Атлантики. В итоге предприниматель стал одним из самых богатых людей Европы. Его навыки способного финансиста привели к тому, что Шиммельмана пригласили к датскому двору, где в 1768 году он был назначен королевским казначеем.
Шиммельман решил поселиться в Копенгагене, где приобрёл так называемый Беркентский дворец  (нынешний Odd Fellow Palæet), недалеко от дворца Амалиенборг. Однако по делам бизнеса предпринимателю часто приходилось приезжать в Гамбург и Альтону, которыми тогда принадлежали Дании. В Гамбурге Шиммельман купил особняк Готторпер-Пале возле церкви Святого Михаила и сделал его своей официальной резиденцией в этом городе. Аренсбург же превратил в свою загородную дачу, так же, как и усадебный дом в Вандсбеке, также купленный в то время.

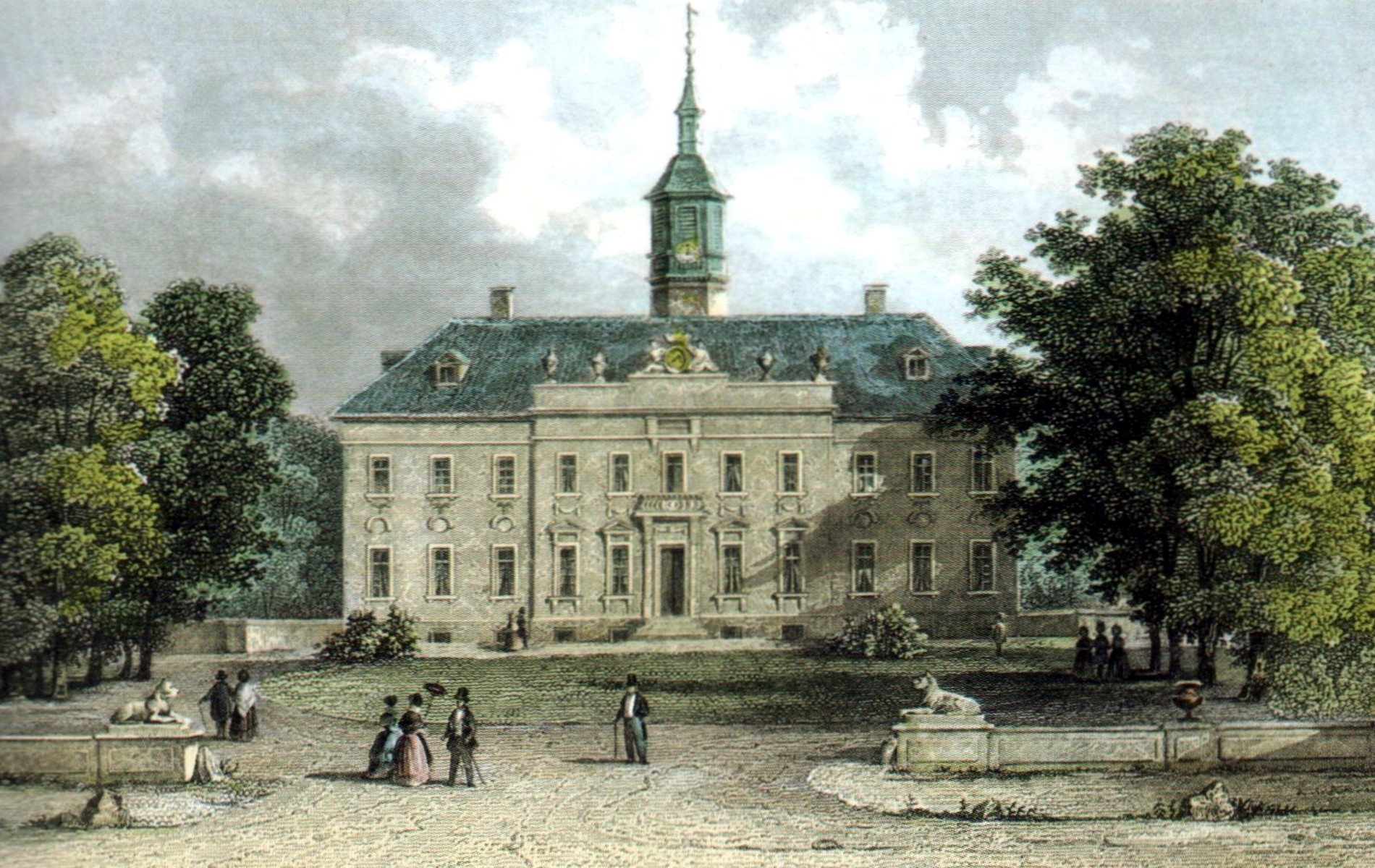
Вандсбек (замок)

Шиммельманн приказал превратить Аренсбург в дворцовый комплекс. Он поручил перестроить сооружение в стиле позднего барокко. Замок оставался летней резиденцией королевского казначея до тех пор, пока в 1778 году не было завершено строительство нового дворцового комплекса в Вандсбеке. С той поры он предпочитал ездить в тёплое время года туда. Семья Шиммельмана обычно покидала Копенгаген в мае и редко возвращалась в столицу раньше ноября. Вместе с владельцами комплекса всегда ездили 25 домашних слуг: привратники, комнатные девушки, повара, конюхи и другие.
Шиммельман по происхождению принадлежал к среднему классу. Однако он желал войти в круг родовитой знати и добился получения официальных титулов: сначала он стал бароном, а в 1779 году добился возведения в графское достоинство. Своих дочерей он выдал замуж за крупных голштинско-датских землевладельцев, а сыновей женил на представительницах аристократии. К началу XVIII столетия род Шиммельман обзавёлся собственным гербом и прочно вошёл в состав высшей знати королевства.
Усадьба Аренсбург к концу XVIII века превратилась в Гольштинии в важный культурный центр. Здесь не раз бывал датский король Кристиан VII. Шиммельман не жалел средств, на предметы роскоши, которыми украшал помещения резиденции. Всё внутри и снаружи полностью соответствовало вкусам и пристрастиям хозяина. В одном из писем он писал о своём загородном поместье: «Я так люблю Аренсбург! Это мое единственное настоящее удовольствие».
В 1778 году после завершения строительства дворца Вандсбек члены семьи фон Шиммельман стали гораздо реже бывать в Аренсбурге. А после смерти королевского казначея его дети решили разделить между собой доставшееся наследство. В числе прочего, в их распоряжении оказались сразу шесть дворцов и замков.

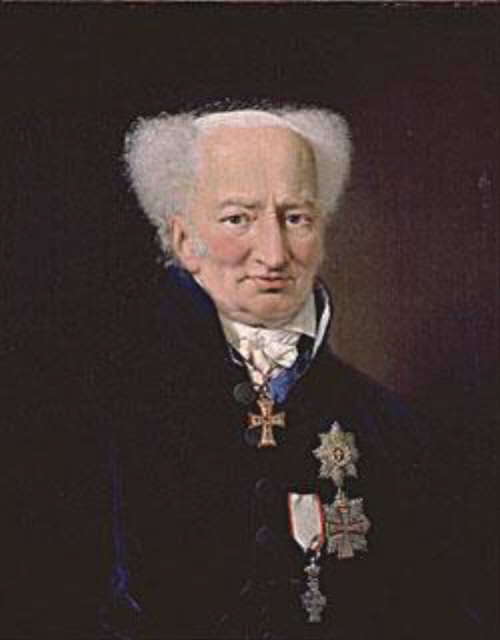
Портрет графа Эрнста Хайнриха Шиммельмана

Поместье Аренсбург перешло к Фридриху Йозефу Шиммельману. При нём в 1788 году состоялась официальная отмена крепостного права. Шиммельман-младший не обладал талантами отца. Он не сумел приспособиться к переменам и изменить систему хозяйствования. Усадьба стала приходить в упадок. В начале XIX века тяжким испытанием для Гольштинии стали Наполеоновские войны. Боевые действия непосредственно затронули и Гамбург, и Датское королевство. Только к середине века застой удалось преодолеть. Новый расцвет Аренсбурга оказался связан с именем графа Эрнста Хайнриха Шиммельмана. Этот человек сумел постепенно вновь собрать в одних руках прежние владения своего предка. Правнук королевского казначея оказался достойным преемников прадеда. Он навёл порядок в имениях и резко повысил их рентабельность. Аренсбург вновь стал превращаться в респектабельную резиденцию.
Эрнст Шиммельман решил реконструировать замок. По его распоряжению расположенные слишком близко хозяйственные постройки и фермы снесли. Хозяев, глядевших наружу из окон, должны были радовать только пасторали пейзажного парка. Эрнст Шиммельман добавил к семейному бизнесу коневодство. Это было очень успешное вложение, приносившее устойчивую прибыль вплоть до начала XX века. Не стало катастрофой включение в 1867 году Шлезвиг-Гольштейна по итогам Австро-прусско-датской войны в состав Прусского королевства. Права Шиммельманов на свои владения подтвердил прусский Вотчинный суд.
После окончания Первой мировой войны поместье вновь оказалось в кризисе. Депрессия в послевоенной Германии в 1920-е годы и последующий мировой экономический кризис привели к резкому падению спроса на сельскохозяйственную продукцию и росту задолженности. Проблемы усугублялись неспособностью владельцев поместья изменить систему хозяйствования в новых условиях и сократить собственные непомерные траты. В итоге пришлось выставить поместье на продажу. К 1932 году в замке проживало уже седьмое поколение семьи фон Шиммельман. Этот род повторил судьбу прежних собственников, семьи Рантцау, также пережившей расцвет и вынужденную продажу Аренсбурга.
Последним заметным представителем династии фон Шиммельман стал Карл Густав Эрнст (1848-1922). Он занимал в империи Гогенцоллернов должность камергера прусского двора и входил в круг доверенных лиц кайзера Вильгельма II. Карл Шиммельман был женат на Бетти Скил, принадлежавшей по происхождению к кругам высшей датской знати. Их второй сын, Генрих Карл фон Шиммельман (1890-1971), а также его потомки, унаследовали графский титул и оставались бенефициарами фонда наследования семьи фон Шиммельман.

### XX-XXI века. От частной собственности к муниципальной

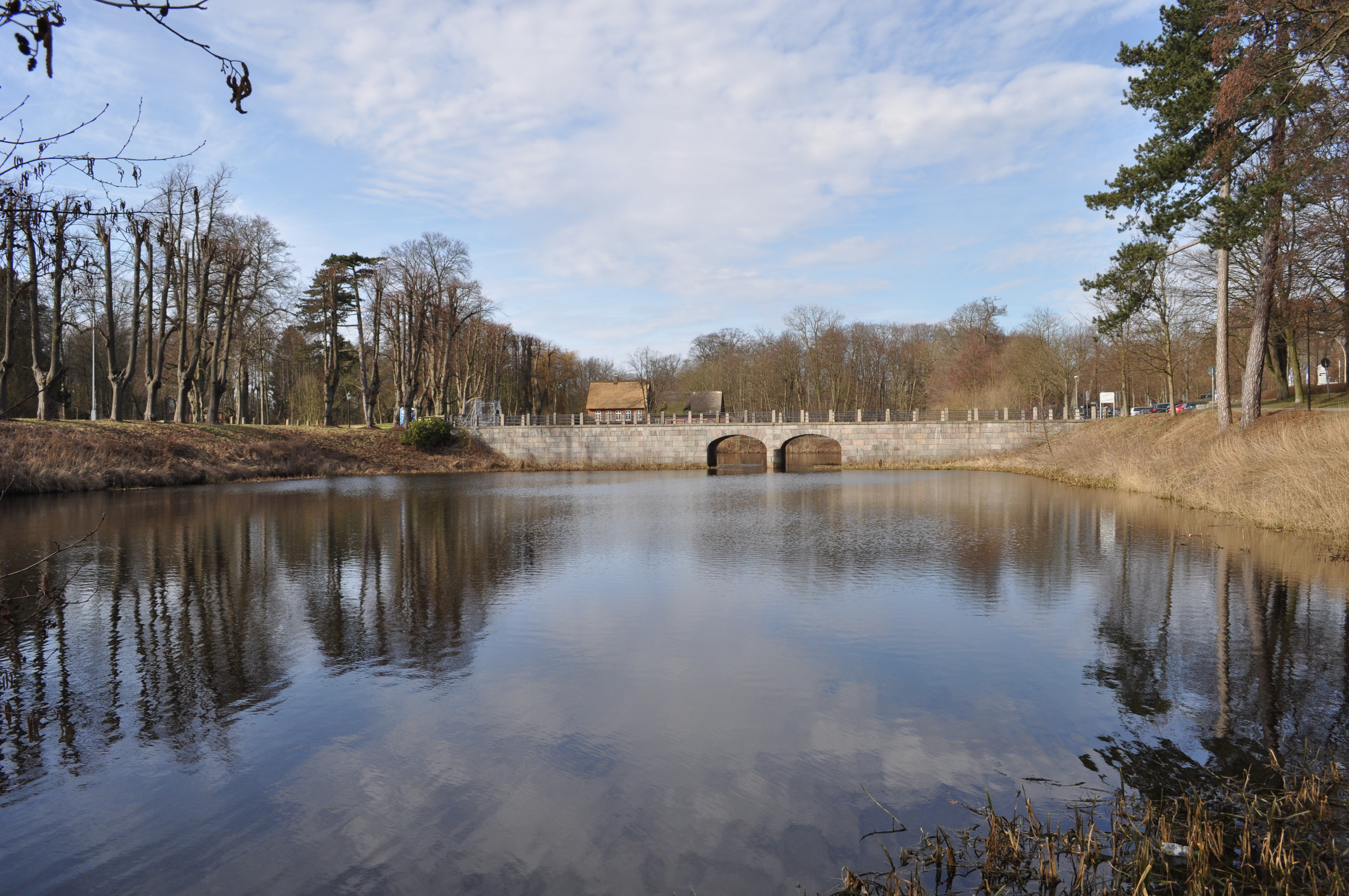
Каменный мост, ведущий к замку

Земли усадьбы были проданы отдельными участками разным покупателям. При этом непосредственно замок, содержание которого требовало значительных вложений, мало кого интересовал. В течение некоторого времени здание оставалось практически необитаемым. Часть ценных предметов и коллекций была продана с аукциона ещё в 1927 году. В 1929 году местный банк выкупил оставшуюся ценную мебель и картины за 25 тысяч рейхсмарок.
В конце концов после коллективных обращений жителей города Аренсбург местный банк также выкупил здание замка. Вскоре в нём организовали музей, который открыли для публики в 1935 году. В 1938 году с целью сохранения комплекса, требовавшего серьёзного ремонта, было основано особое  товарищество.
Во время Второй мировой войны музей не работал. Ценные экспонаты переместили в безопасное место, а здание замка укрыли маскировочными сетями. Это позволило избежать разрушений во время массированных авианалётов бомбардировочной авиации союзников. С 1941 года комплекс использовали в качестве военного госпиталя, ещё через пару лет сюда въехала штаб-квартира морской обсерватории.
Аренсбург благополучно сохранился до завершения боевых действий. После окончания войны в замке на короткое время разместился командный пункт британской армии. Затем здание использовалось для размещения беженцев. Всего здесь нашли временное пристанище около 400 человек. В 1947 году сюда переехало профессиональное техническое училище. Учебное заведение функционировало в старинной резиденции до 1954 года.
По инициативе ассоциации замков, которую возглавлял Ганс Шадендорф, начались переговоры о возрождении деятельности музея. В 1955 году в замке восстановили экспозицию и он принял первых посетителей. В последующие десятилетия дворцовый комплекс поэтапно реконструировался. Серьёзные работы проводились в период с 1984 по 1986 годы. Ими руководил Хорст фон Бассевитц.

### XXI век. Музей, концертная площадка, место проведения праздников

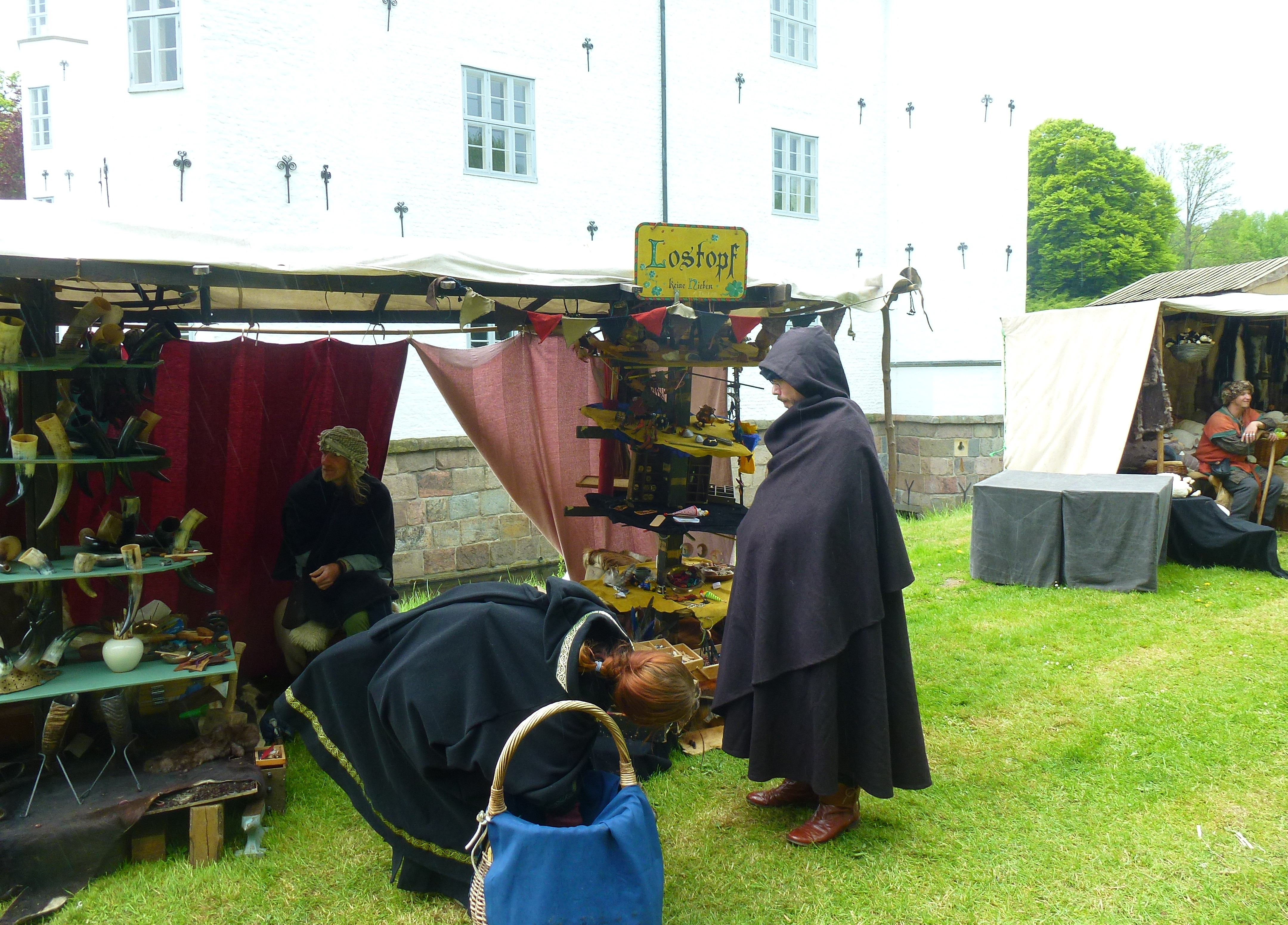
Праздник Средневековой культуры у стен замка

21 февраля 2003 года замок включили в гражданско-правовой фонд, учреждённый землей Шлезвиг-Гольштейн, округом Штормарн, городом Аренсбург и банком Штормарна. Изначально деятельность предприятия в значительной степени финансировалась из федерального бюджета. Однако постепенно Фонд смог организовать процесс выхода на самоокупаемость. В настоящее время две трети общего бюджета формируется за счёт продажи входных билетов и других доходов (например, сдача помещений в аренду под частные мероприятия). Ежегодные субсидии из государственного бюджета не превышают 25 тысяч евро. Также комплекс получает средства за счёт пожертвований фонда Freundeskreis Schloss Ahrensburg e. V.. С момента своего основания в 1992 году организация смогла выделить более 560 тысяч евро на ремонтные работы и закупки необходимого оборудования. Регулярная поддержка поступала от Sparkassen-Stiftung Schloss Ahrensburg.
С 2009 по 2016 год в полную реконструкцию замка за счёт государственного финансирования было вложено 2,6 миллиона евро. В тот же период был очищен от ила замковый ров, а окружающий парк облагородили, посадив новые деревья и расчистив заросли кустарников.

## Описание замка

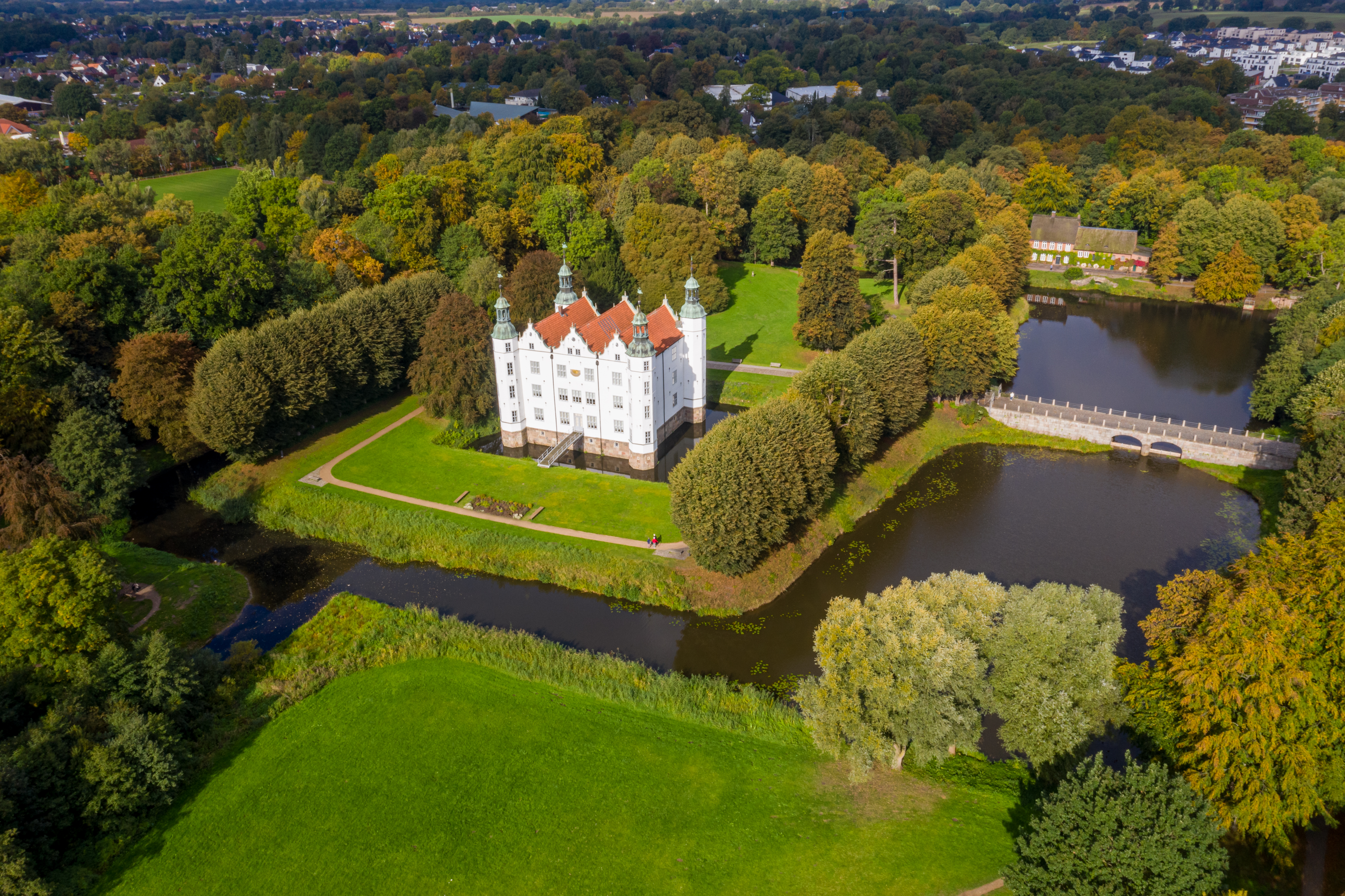
Замок с высоты птичьего полёта

### Главное здание замка. Общие сведения
Первоначально только резиденции государей, то есть короля или герцогов Шлезвига и Гольштайна дозволялось именовать замком (Schloss). Однако это правило нередко нарушалось. Кристиан цу Рантцау, став в 1651 году губернатором (штатгальтером), приказал разместить на часовне надпись, в которой Аренсбург назывался замком.
Комплекс расположен на искусственном острове. Воды в прокопанные вокруг рвы поступают из реки Хуннау. Современное здание возвели во второй половине XVI века. Основные работы завершились около 1585 года. Имя архитектора, подготовившего проект, остаётся неизвестным. В здание можно попасть по каменному мосту, построенному в северной части острова.

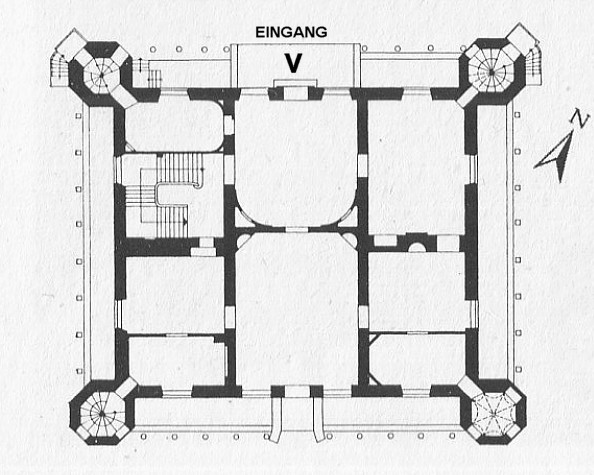
Схема первого этажа замка

Здание, включающее подвальный этаж, имеет почти кубическую форму с площадью в основании примерно 18 на 20 метров. Оно состоит из трёх примыкающих друг к другу побелённых сооружений, каждое из которых имеет собственную крышу. Такое решение было характерным для гольштинской усадебной архитектуры и часто встречается в постройках той эпохи. Фронтоны домов украшены без излишеств. Усадебный дом имеет четыре этажа: подвал, частично находящийся ниже ватерлинии, доходит почти до края рва; нижний жилой этаж со входом находится примерно на уровне окружающей территории; выше расположены средний и верхний этажи, над ними находятся мансарды.

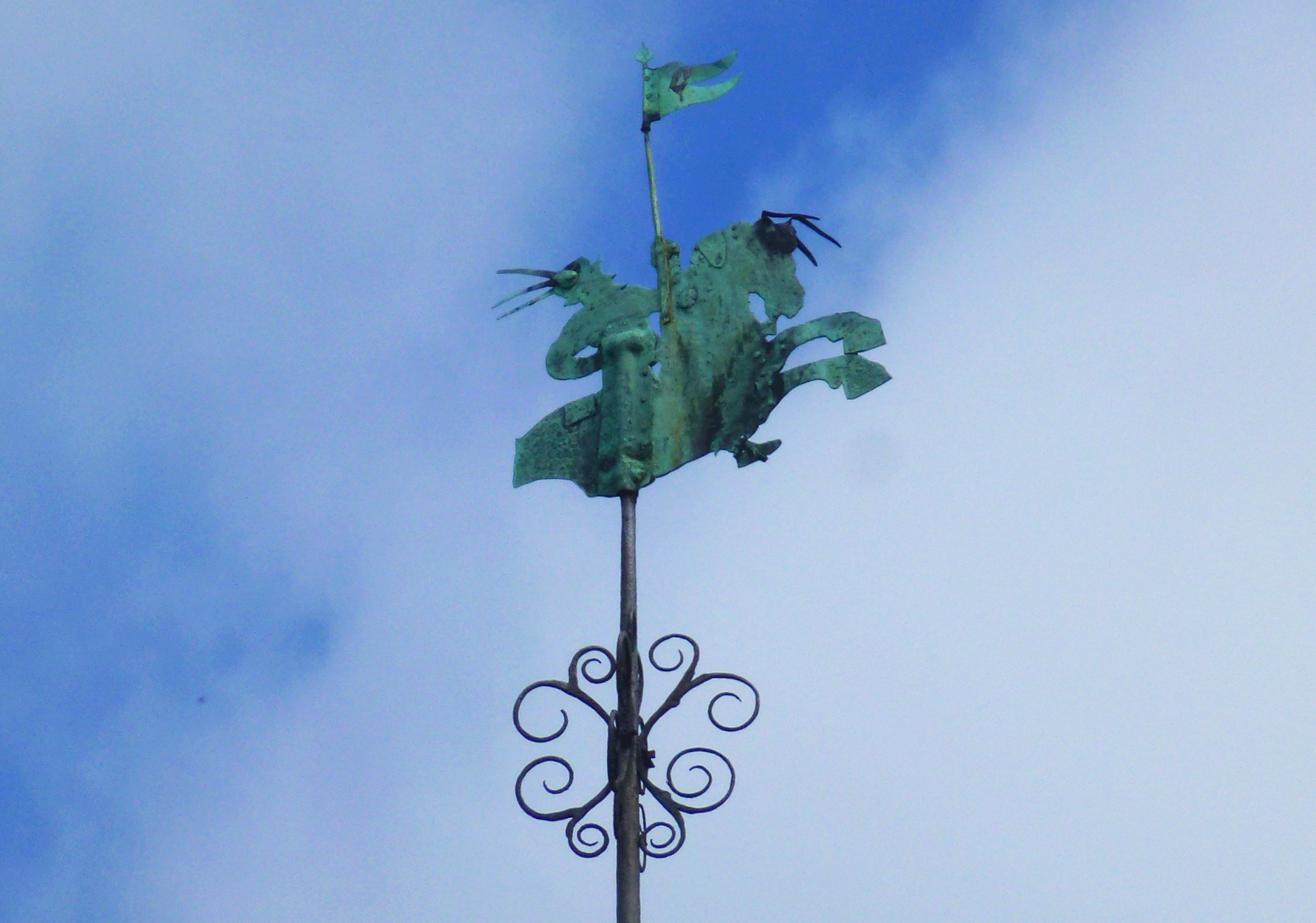
Один из флюгеров

К каждому из углов комплекса примыкает выступающая за пределы фасадов восьмиугольная башня. Их не было в первоначальном варианте резиденции. Они появились по просьбе владельца уже во время строительства и выполняют функции лестничных башен. Башни имеют покрытые медью конические крыши, которые контрастируют с красными черепичными крышами трёх основных зданий. Флюгеры на шпилях, каждый в виде половины лошади и всадника, напоминают об основателе поместья Даниэле Рантцау, который погиб вместе со своей лошадью после разрыва пушечного ядра в битве при Варберге.

### Архитектурные особенности

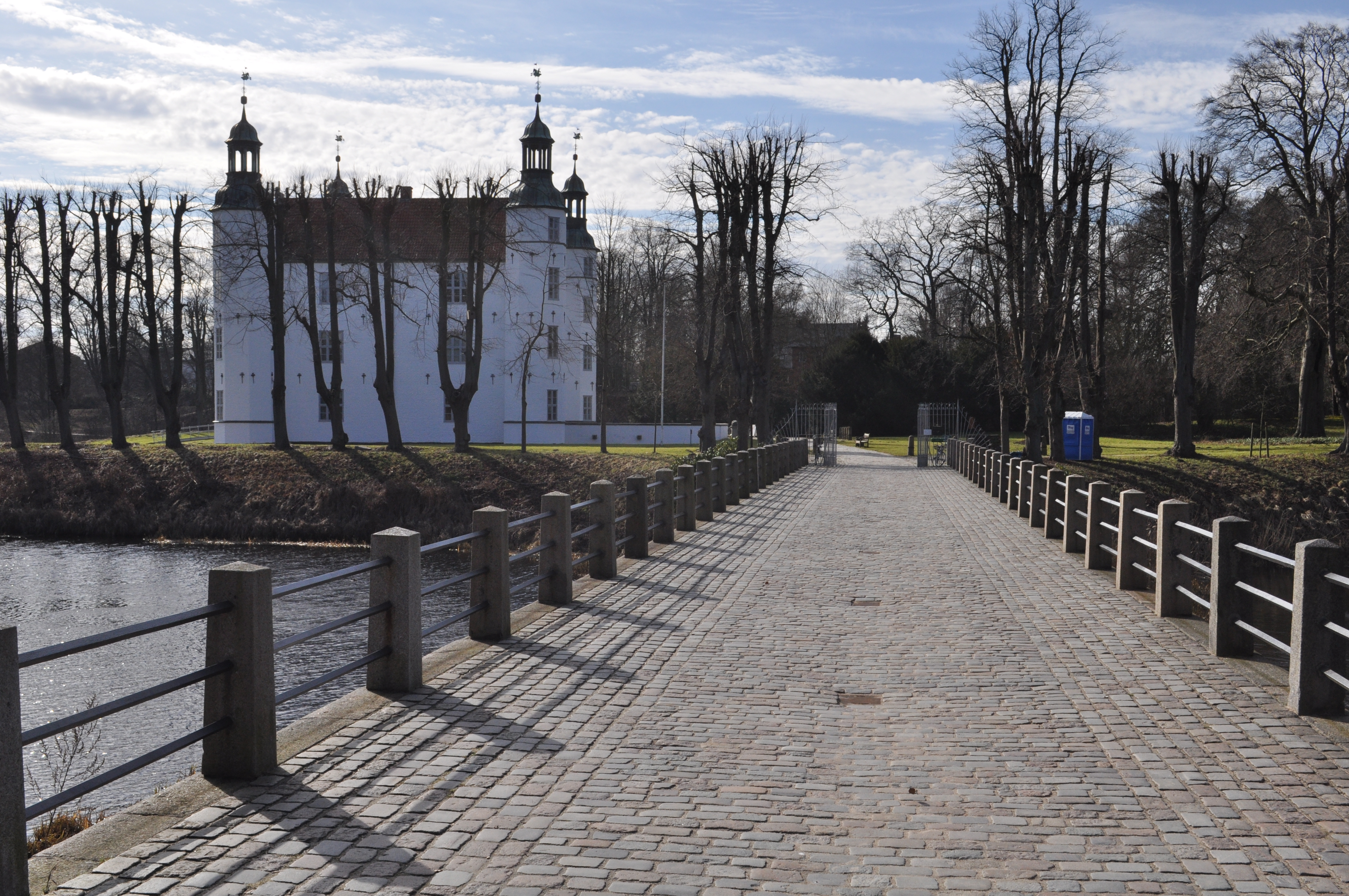
Вид замка со стороны моста

Историки архитектуры описывают комплекс как одно из самых зрелых достижений зодчества эпохи Возрождения в Северной Германии. Замок сочетает в себе стилистические отсылки к голландскому Возрождению с традиционными местными формами земли Шлезвиг-Гольштайн. Аренсбург одно из немногих сооружений XVI века, которое сохранилось за последующие столетия практически в неизменном виде. Белая штукатурка появилась не сразу. Изначально фасады из красного кирпича имели лишь скромную отделку из песчаника.
Многие значимые резиденции той эпохи, такие как усадьба на Гут-Ранцау, в Нютшау или замок Вандсбек, позднее оказались радикально перестроены в стиле барокко или были вовсе снесены. В значительной степени схожим с Аренсбургом можно назвать только замок Глюксбург.

### Интерьеры

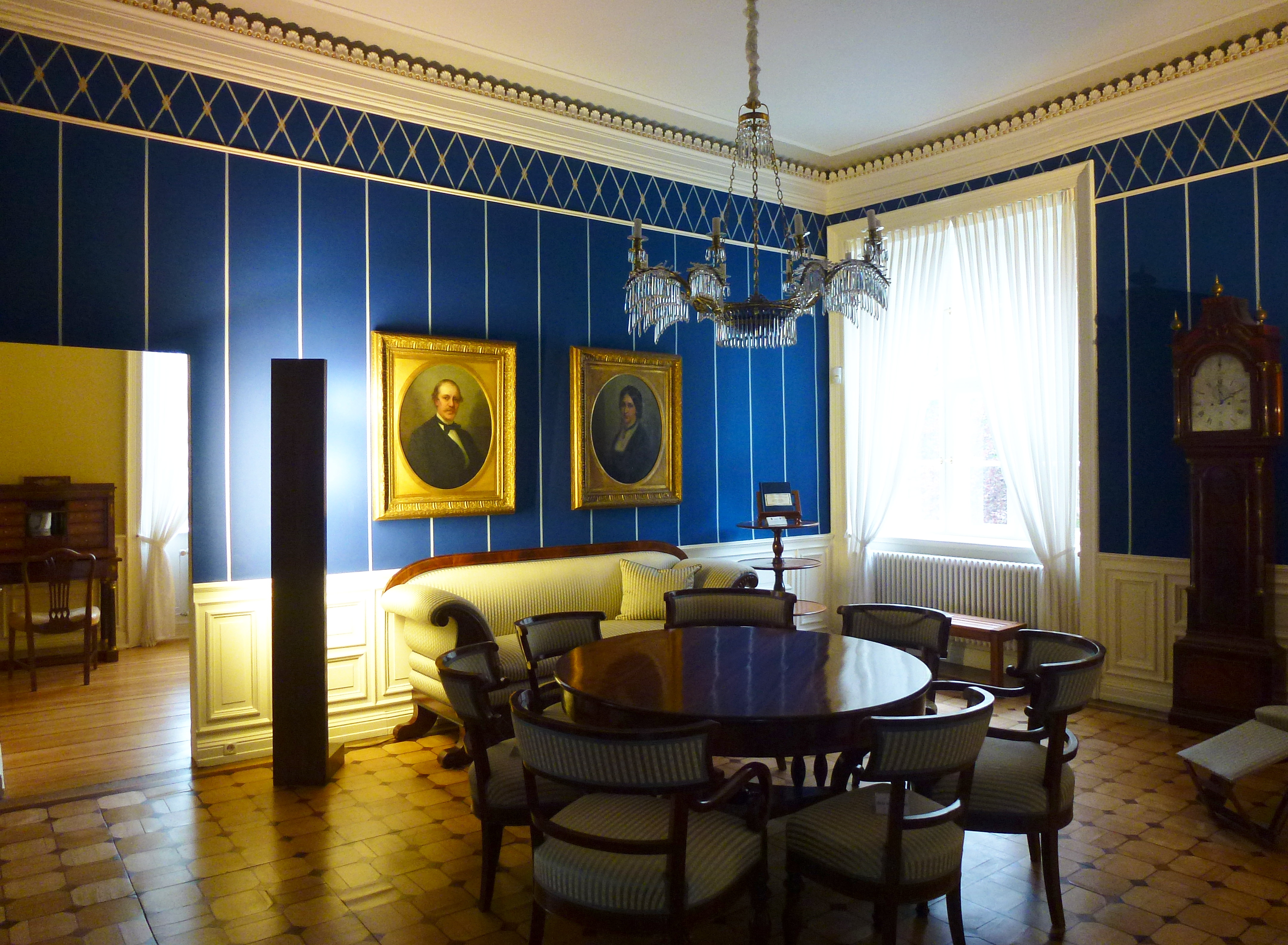
Голубая гостиная замка

Следуя внешнему облику, замок внутри также разделён на три части. В центральном доме располагались просторные залы, идущие через всё здание. Оба боковых дома разделены центральной стеной на две половины. Внутри находились жилые помещения.
Первоначальные интерьеры не сохранились. В XVIII веке при Карле Генрихе Шиммельмане внутренние помещения полностью перепроектировали. Поэтому почти ничего из обстановки эпохи Возрождения в Аренсбурге не сохранилось. Залы и комнаты отремонтировали в стиле рококо. В XIX веке замок снова реконструировали. Некоторые внутренние помещения оформили в стиле классицизма, а большой рыцарский зал разделили на два меньших зала.

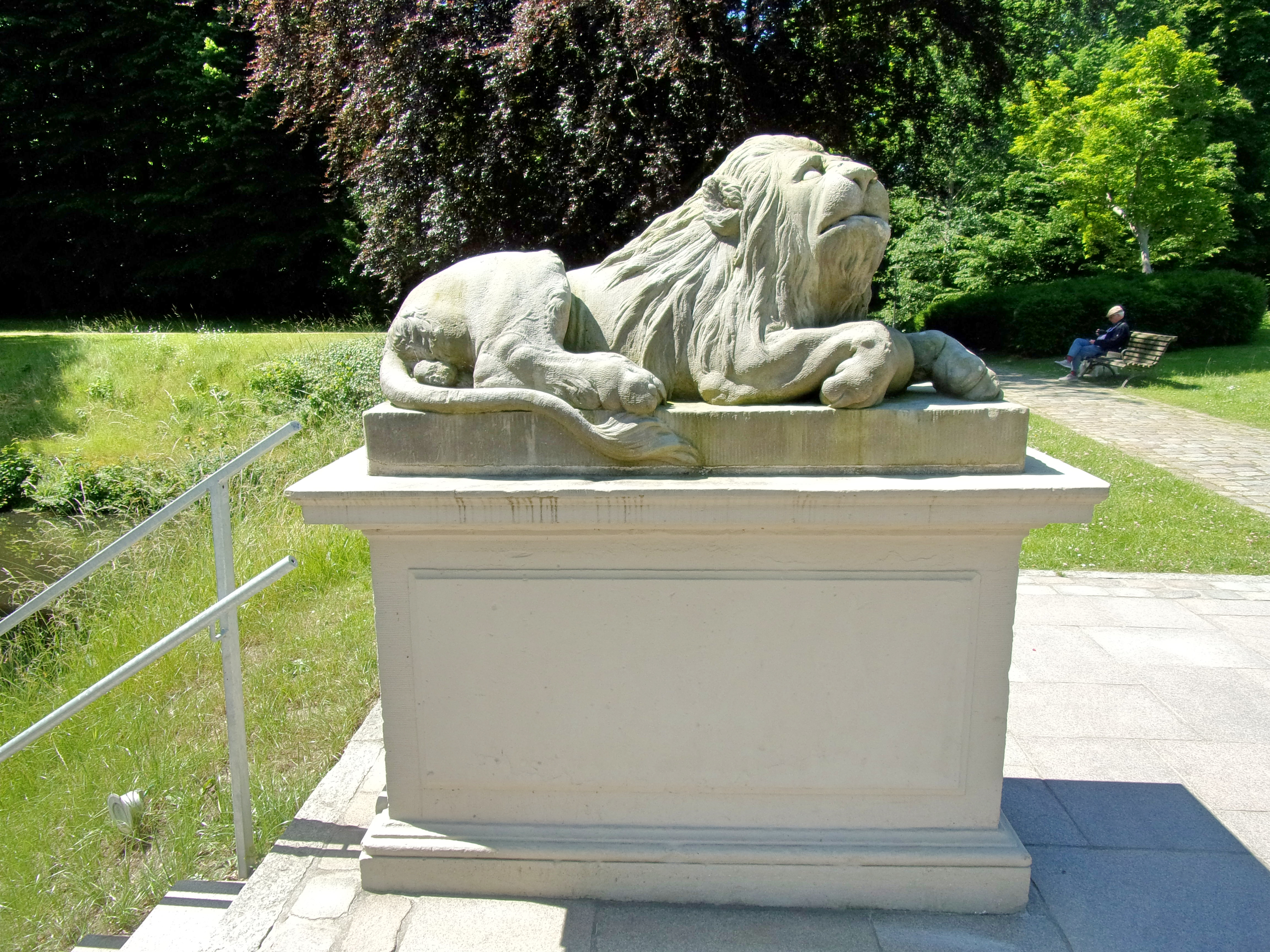
Одна из фигур львов

Центральный вход ведёт в просторный вестибюль на нижнем этаже. В восточной части находится столовая. Её стены обшиты панелями из тёмного дуба, изготовленными парижским плотникам. Панно, изготовленные во второй половине XVIII века, до сих пор имеют на оборотной стороне инструкции по сборке, написанные на французском языке. Из салона меньшего размера можно выйти в Садовый зал, который украшен большими цветочными натюрмортами.
Парадная лестница сделана из дуба. Так называемый Эмкендорф-холл украшен крупноформатными портретами обитателей замка. Отличительной особенностью Бального зала является звездообразный паркетный пол. Современный вид это помещение обрело около 1855 года. На верхнем этаже расположены библиотека, так называемая комната Луи Сейзаи ещё три помещения. В настоящее время там проходят детские программы.

### Окрестности замка

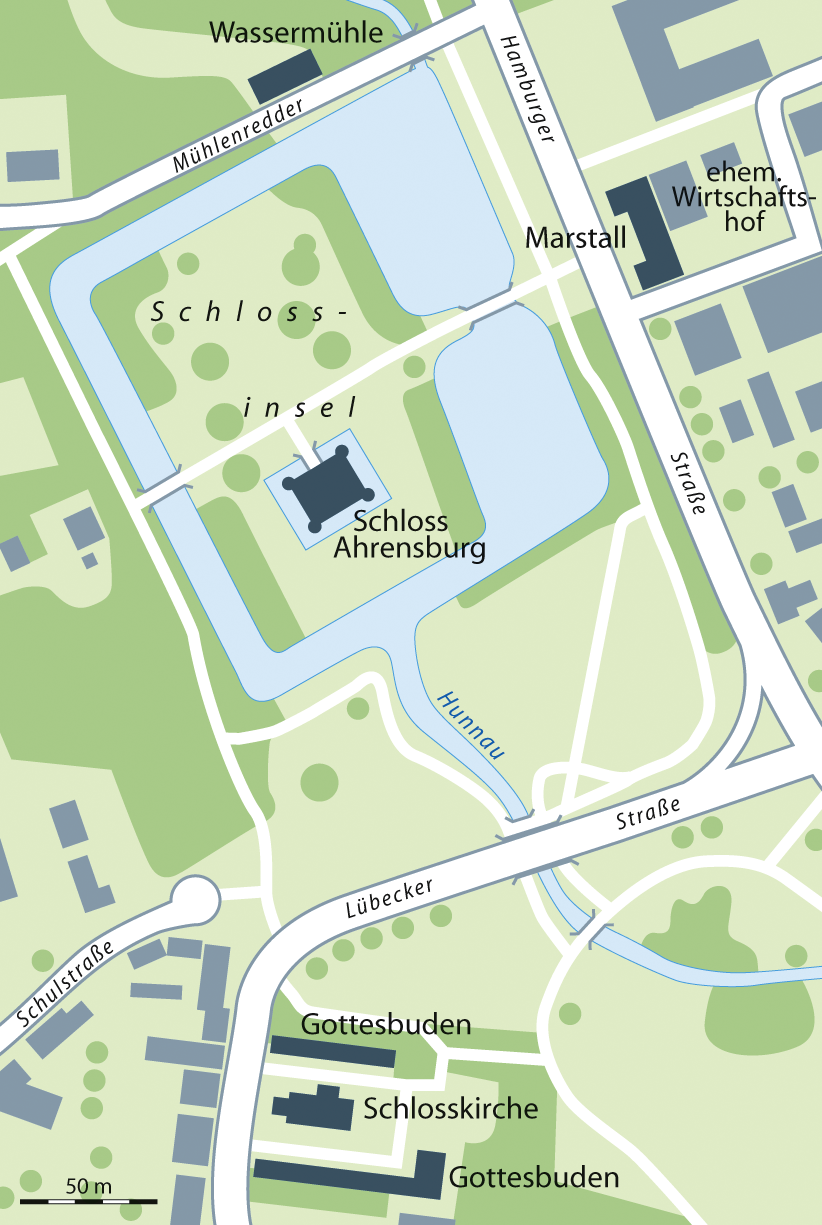
План замкового острова и окрестностей

Изначально замковые рвы выполняли роль фортификационных объектов. Однако уже в XVII веке утратили это значение. Был период времени, когда рвы засыпали. Однако в течение последующих десятилетий это привело к усилению проникновения влаги в подвал и нижние этажи. Стало понятно, что ров в заболоченной пойменной долине служил ещё и своего рода дренажной системой. В итоге рвы восстановили и вновь заполнили водой. Кроме того, они служили важной составляющей ансамбля роскошных аристократических резиденций равнинного Шлезвиг-Гольштайна.
Вытянутый пруд, образовавшийся из расширенного рва на востоке, служил резервуаром для работы водяной мельницы, находившейся некогда среди построек усадьбы. Различные хозяйственные постройки стояли на северной территории острова вплоть до середины XIX века.

### Парк и сады

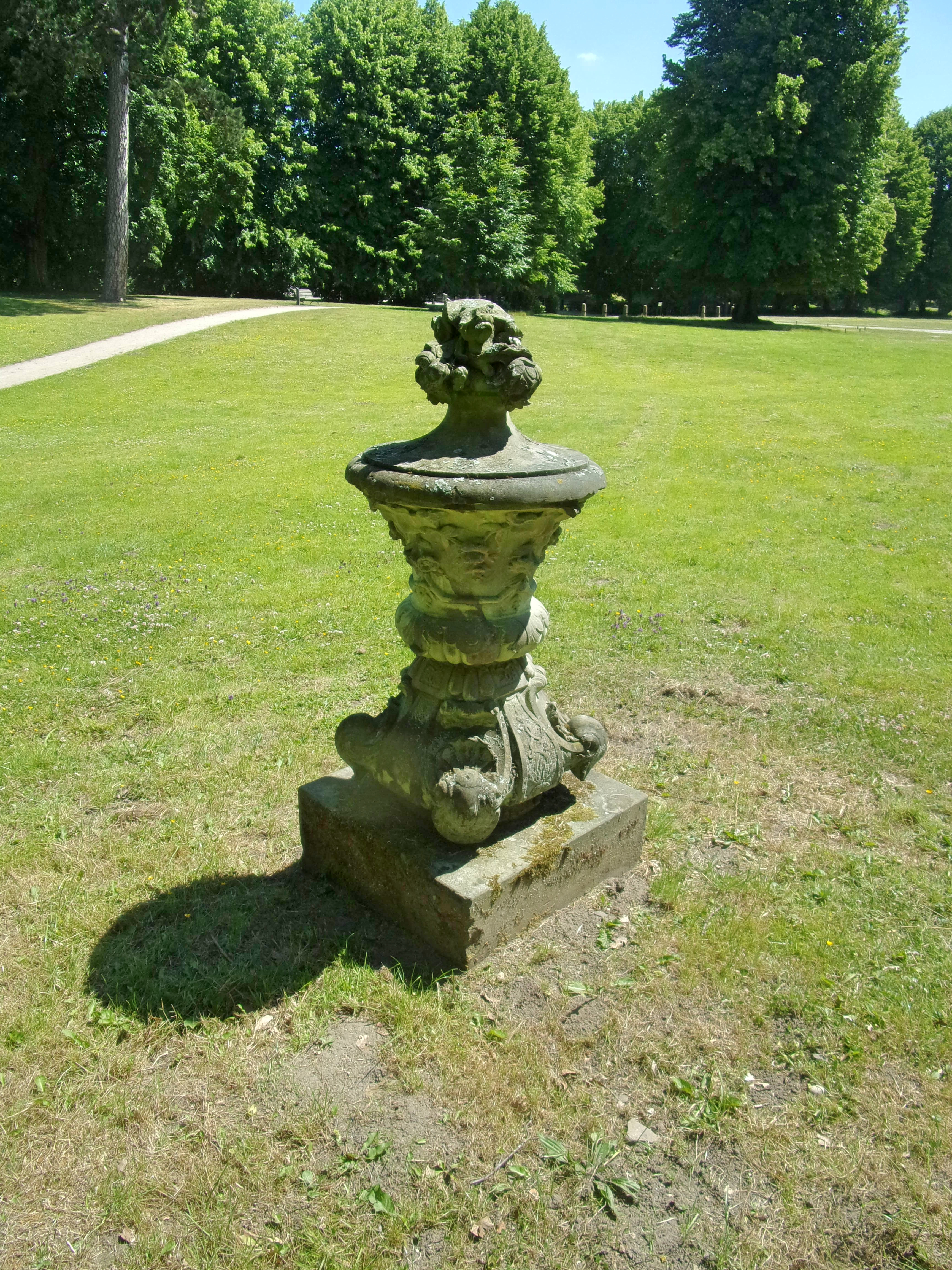
В замковом парке

Дворцовый сад в прежние времена представлял собой обширные огороды, где выращивали овощи. Лишь позднее плану Георга Греггенхофера на их месте разбили парк в стиле барокко. Проект предусматривал, что в саду будут большие партеры и девять боскетов. На пересечении длинных визуальных осей запланировали несколько павильонов. Однако эту комплексную реконструкцию так и не реализовали. Вместо неё Шиммельман ограничились липовыми аллеями, клумбами и скульптурами львов у главного моста. Дорожки за пределами острова ведут к часовне.

### Замковая капелла

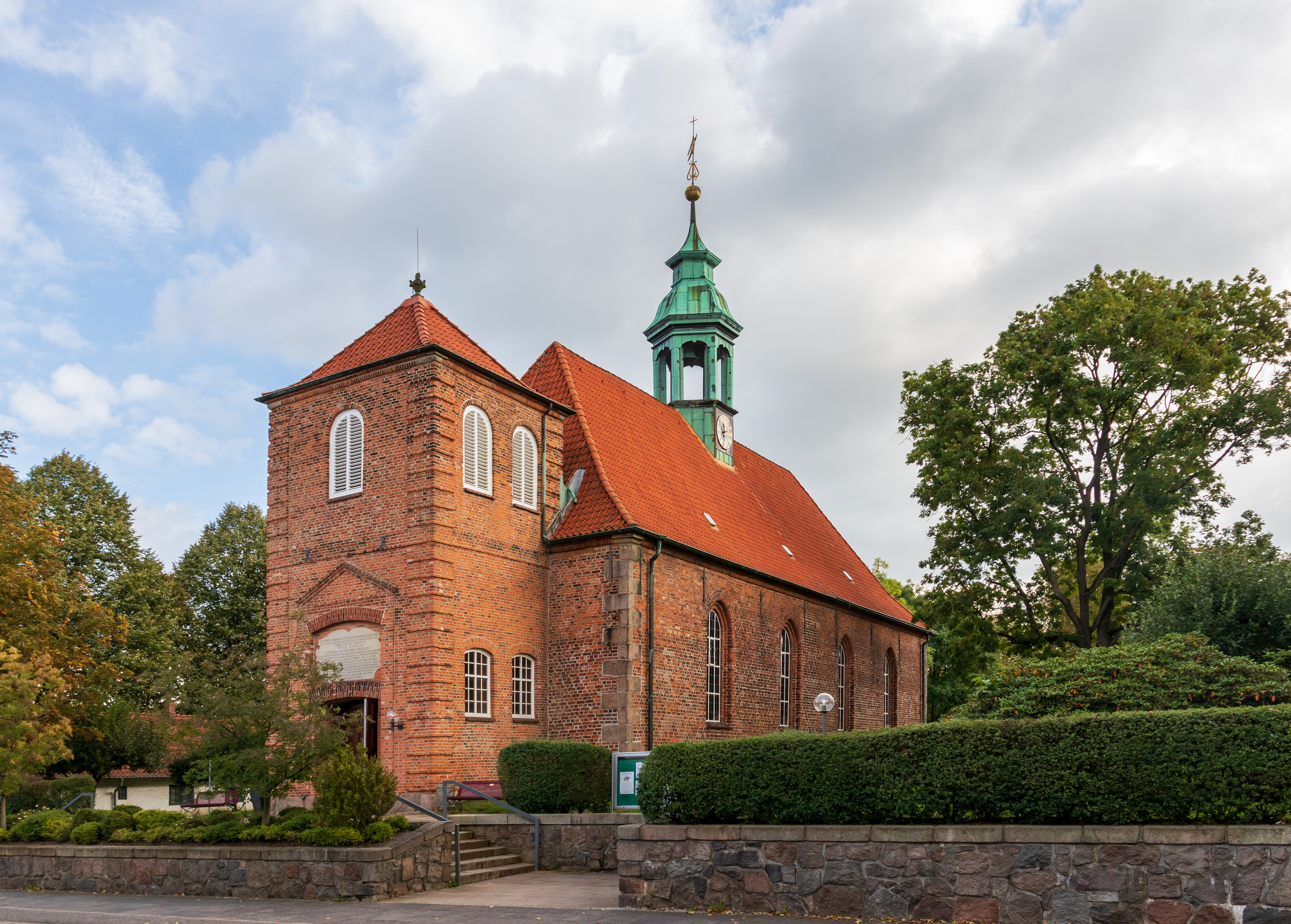
Кирха около замка

Замковая церковь Аренсбурга находится в пределах видимости от главной усадьбы. Капеллу возвели между 1594 и 1596 годами. Инициатором её строительства стал Петер Рантцау. Это была одновременно и господская часовня, и место захоронения владельцев замка. В пристройке к часовне сохранилось несколько надгробий семьи Рантцау. Саму церковь посвятили апостолу Петру. Сейчас сооружение служит евангелическо-лютеранской приходской кирхой города Аренсбурга.
Простое здание представляет собой кубовидную конструкцию, на северной стороне которой находится небольшая погребальная часовня, пристроенная при Детлеве Рантцау в XVIII веке. На западном фасаде вместо отдельно стоящей звонницы расположена невысокая башня, построенная при Генрихе Карле Шиммельмане. Башню до 1804 года венчал медный купол, пока его не заменили шатровой крышей. Плоский потолок с веерным сводом и звездами, имитирующими небо, своей формой уникален для земли Шлезвиг-Гольштайн.
Сохранилось лишь несколько фрагментов оригинальной обстановки церкви. Современный барочный инвентарь в основном датируется первой половиной XVIII века. Слева и справа от главного алтаря находятся ложи, предназначенные для владельцев Аренсбурга. В 1639 году мастер Фридрих Штельваген (1603–1660) построил орган.

### Здание богадельни «Божьи кущи»

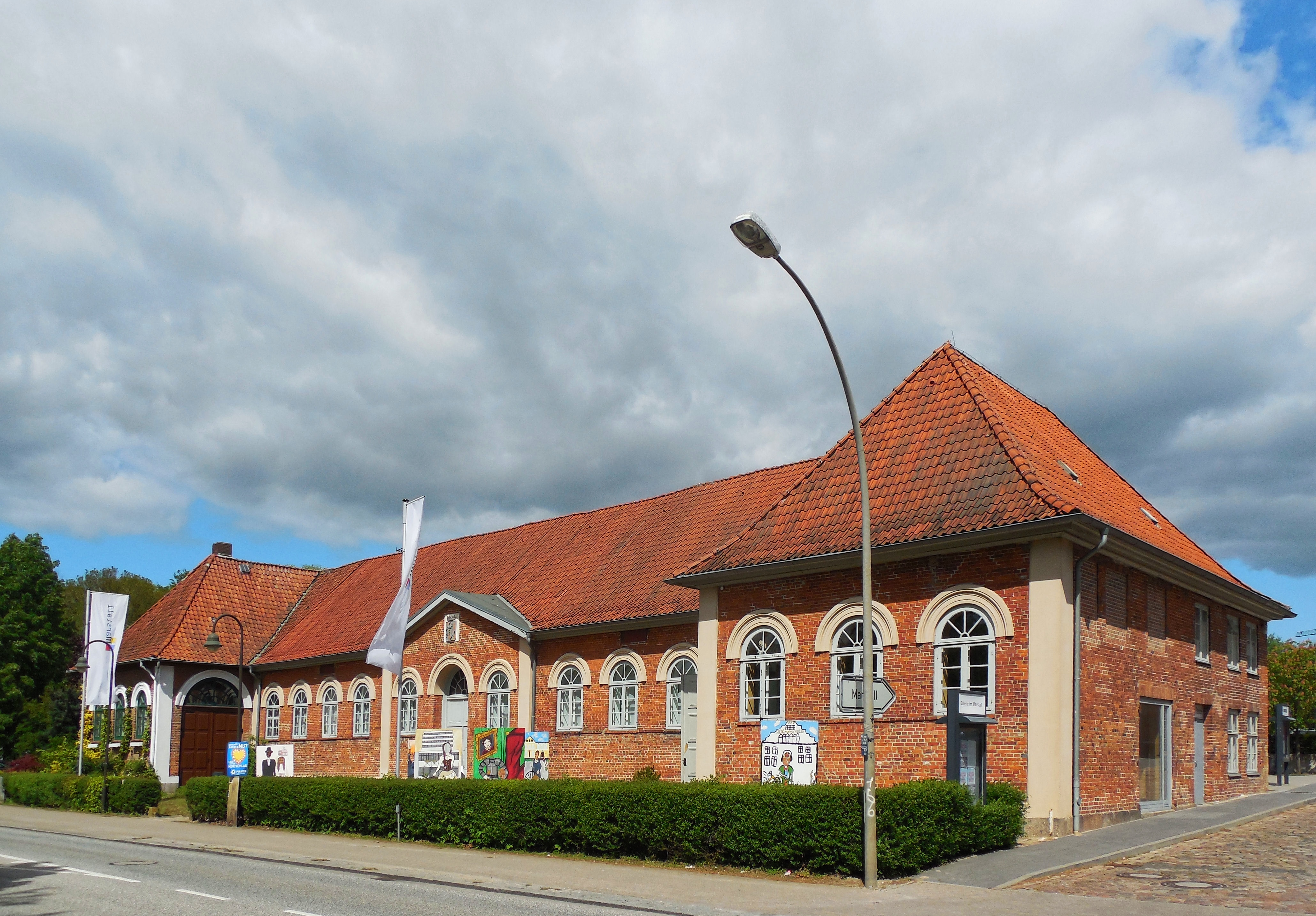
Бывшая богадельня

Рядом с капеллой расположены так называемые «Божьи кущи». Это два вытянутых одноэтажных жилых дома, обрамляющие бывший погост и изначально образующие закрытую территорию со стенами на востоке и западе. В зданиях находились квартиры для нуждающихся, стариков и больных. В каждой имелись гостиная, кухня и спальня. Всего было предусмотрено 12 квартир. Они были заселены нуждающимися на протяжении 400 лет и до сих пор используются в социальных целях: помещения находятся в ведении прихода и сдаются в аренду за символическую плату.
Петер Ранцау оставил завещании, в котором было написано, что фонд помощи бедным должен действовать и после его смерти. Там была обещана «Божья кара и все несчастья на земле» тем, кто попробует обогатиться за счёт фонда помощи страждущим или станет пренебрегать благотворительностью.

### Конюшни и ферма
Во входной зона замка с 1845 года имелась сторожка в готическом стиле. К сожалению, её пришлось снести в 1960-м из-за ветхости. Рядом возвели здание конюшен, где были предусмотрены жилые помещения для конюхов. С 2000 года это сооружение служит культурным центром города Аренсбург.
Дальше имелась различные постройки фермы. Там были хорошо оборудованный хлев для домашнего скота, зернохранилище и теплицы. В 1896 году сильный пожар уничтожил большую часть построек. В итоге от фермы почти ничего не сохранилось. К западу от замкового острова некогда находились молочная ферма, а также прачечная. Эти здания сохранились и используется горожанами для хозяйственных нужд.

## Проект идеального города XVIII века
По заказу Генриха Карла фон Шиммельмана провели не только реконструкцию замка, но также составили планы для расположенной рядом деревни Вольденхорн. Согласно наказу заказчика, крестьянское поселение следовало превратить в небольшой идеальный город. Эту идею реализовали к 1766 году. В центре деревни снесли старые дома, на месте которых начали строить новые по проектам главного строителя Людвигслюста Йоханна Иоахима Буша. «Идеальное поселение» на месте крестьянского Вольденхорна было единственным чётко спланированным городом, основанным в земле Шлезвиг-Гольштейн в XVIII веке.
Структура небольшого поселения соответствовала иерархии социальных классов того времени. Около кирхи располагались дома чиновников и управляющих поместья. Далее следовали здания для торговцев и важных ремесленников. Лишь потом были предусмотрены территории для домов простолюдинов. Помимо местных фермеров, в «идеальный город» привлекали предприимчивых бюргеров из других мест, чтобы они помогли поместью достичь экономического процветания. Однако масштабные планы Шиммельмана удалось реализовать лишь частично. Поэтому Вольденхорн поначалу был маленьким и незначительным городком. В 1867 году его переименовали в Аренсбург, а полноценным городом поселение признали лишь в 1949 году.
В Аренсбурге/Вольденхорне сохранилось очень мало зданий XVIII века. Радиальные улицы через столетие прорезали железнодорожной линией, к которой в XX веке прибавились современные магистрали. Многие старые дома снесли в послевоенный период и заменили функциональными сооружениями. Однако в центре города до сих пор много зелёных зон, а общую изначальную структуру в стиле барокко можно увидеть с высоты птичьего полёта.

## Музей

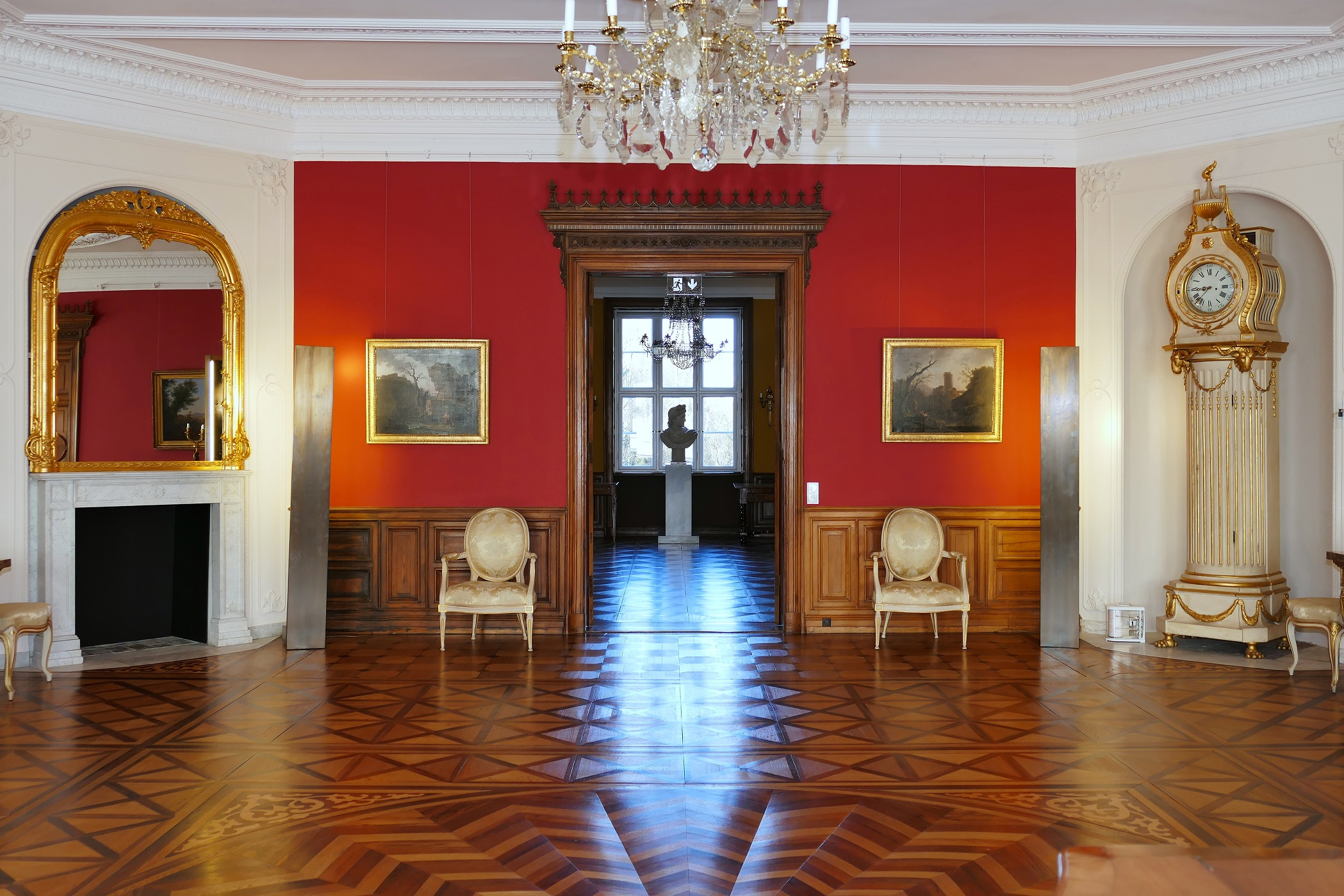
Один из залов в замке

Музей занимает нижний и средний этажи комплекса. Помещения подвала сдаются для проведения частных мероприятий. Некоторые залы открыты только по выходным. В ряде комнат, особо интересных для осмотра, собрана коллекция исторической мебели и различных предметов. В основном они относятся ко времени, когда замок принадлежал семье Шиммельман. Поскольку замок служит музеем культуры аристократов земли Шлезвиг-Гольштайн, то здесь также можно найти мебель и картины из других особняков. Среди сохранившихся произведений искусства из оригинальной обстановки — натюрморты с животными Тобиаса Страновера, пейзажные картины Филиппа Хакерта и обои в стиле классической античности кисти Джузеппе Ансельмо Пелличиа.

## Современное использование
Ежегодно Аренсбург посещают около 30 тысяч посетителей. Здесь регулярно проводятся праздники и концерты. Некоторые помещения замка также можно арендовать для проведения мероприятий. В частности, один из залов предназначен доя проведения свадебных церемонии. Предусмотрена обширная программа для детей: более 250 самых разных мероприятий.

## В массовой культуре
Замок и его интерьеры не раз использовались при съёмках художественных фильмов. В частности Аренсбург можно увидеть в следующих картинах:
- «Зелёный лучник[нем.]».
- «Странная графиня[нем.]».
- «Мёртвые глаза Лондона[нем.]».
- «Храбрый портняжка[нем.]».
- Детский радиоспектакль «Шубиду... эх»' Питера Ризенбурга и Ханса-Иоахима Хервальда рассказывает о призраке, живущем в замке Аренсбург.

## Галерея

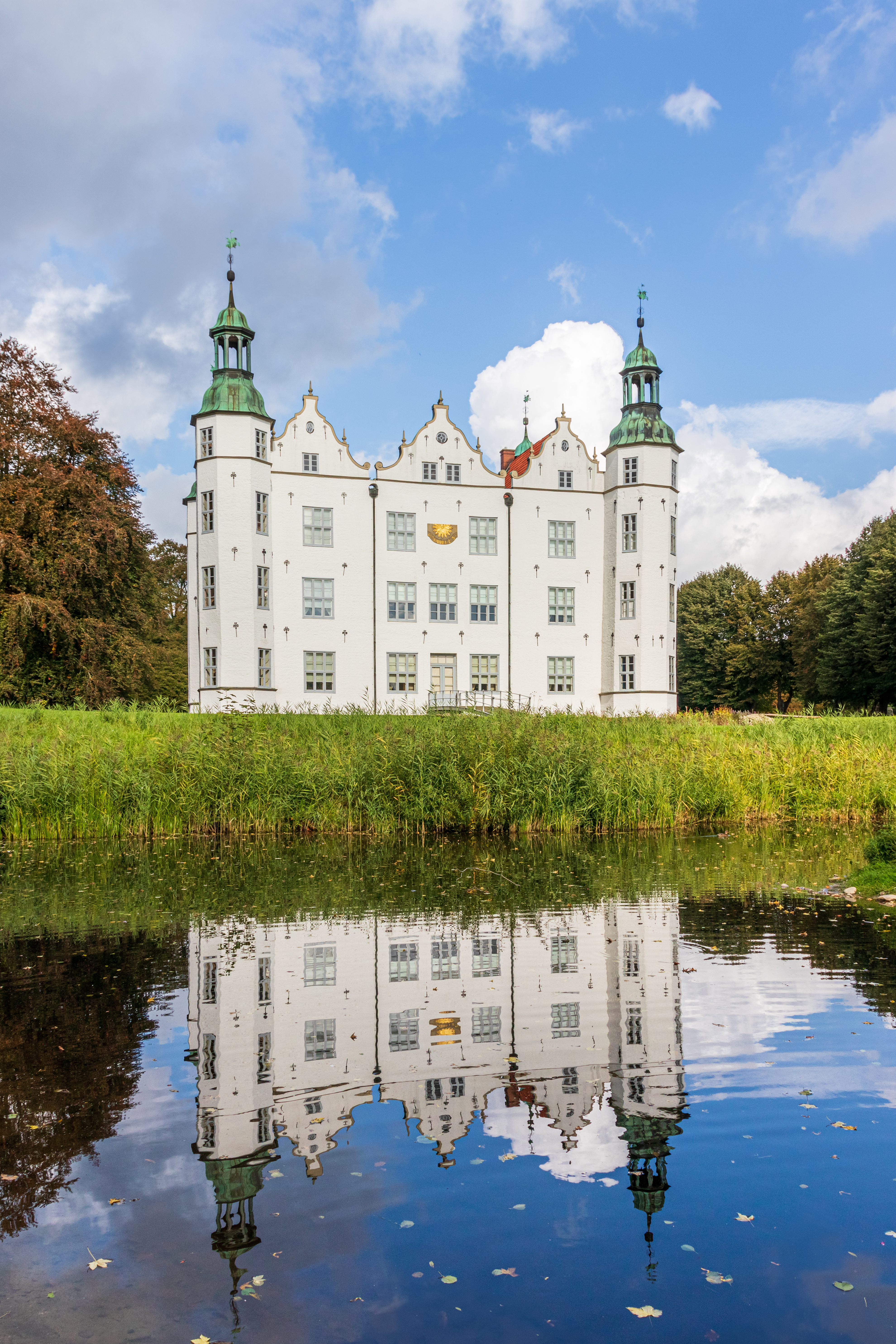
Вид замка со стороны пруда
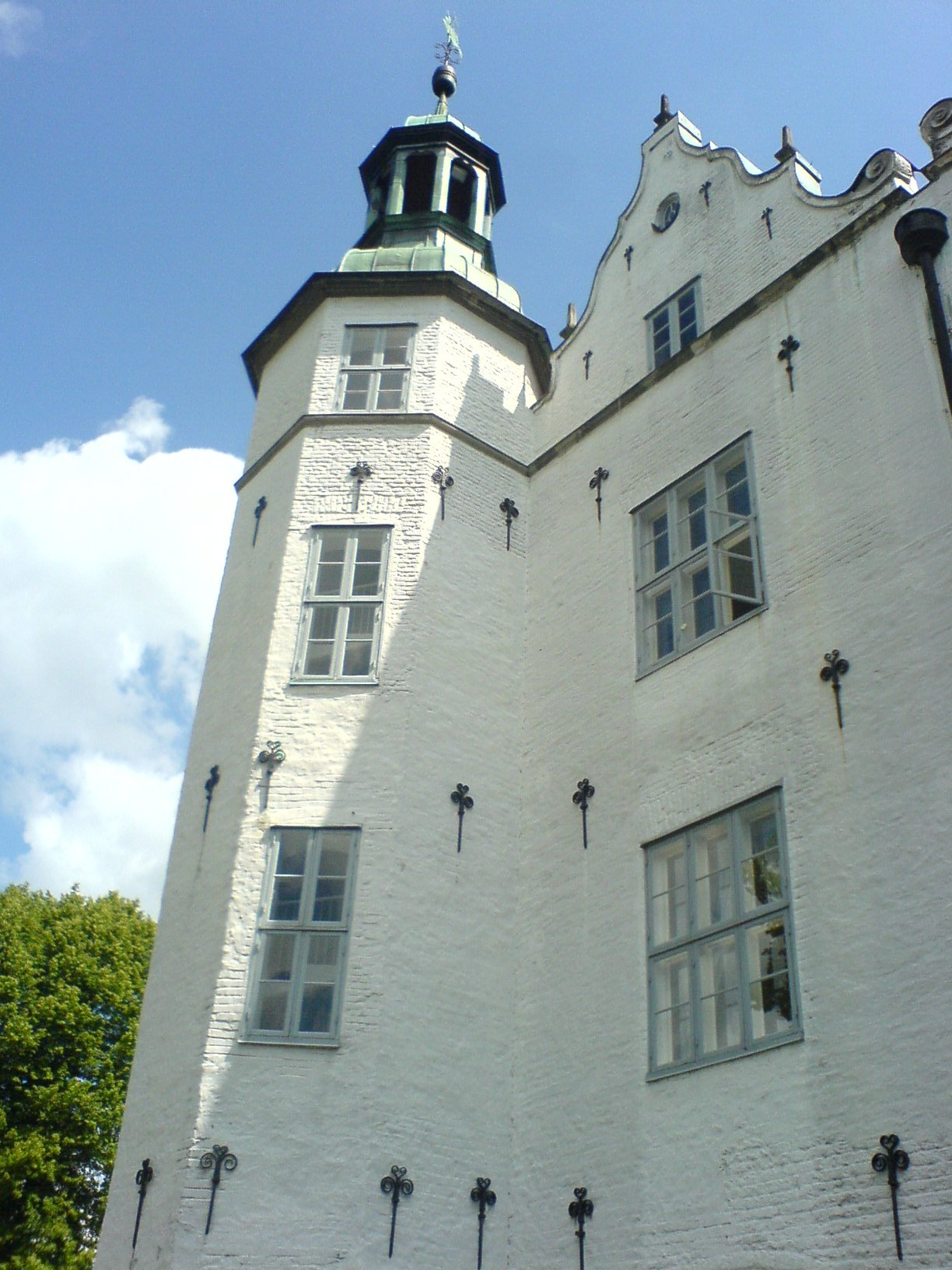
Одна из боковых башен
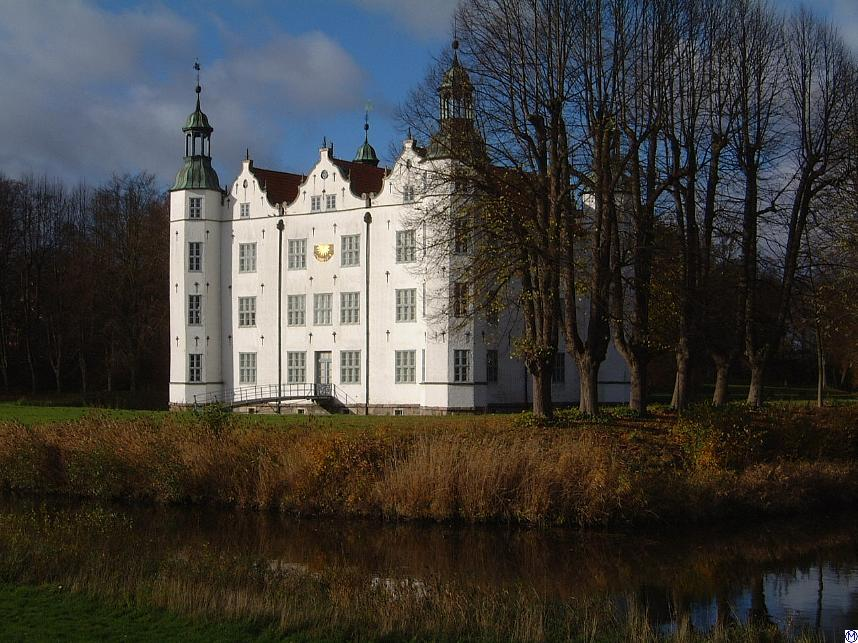
Замок в вечерних сумерках
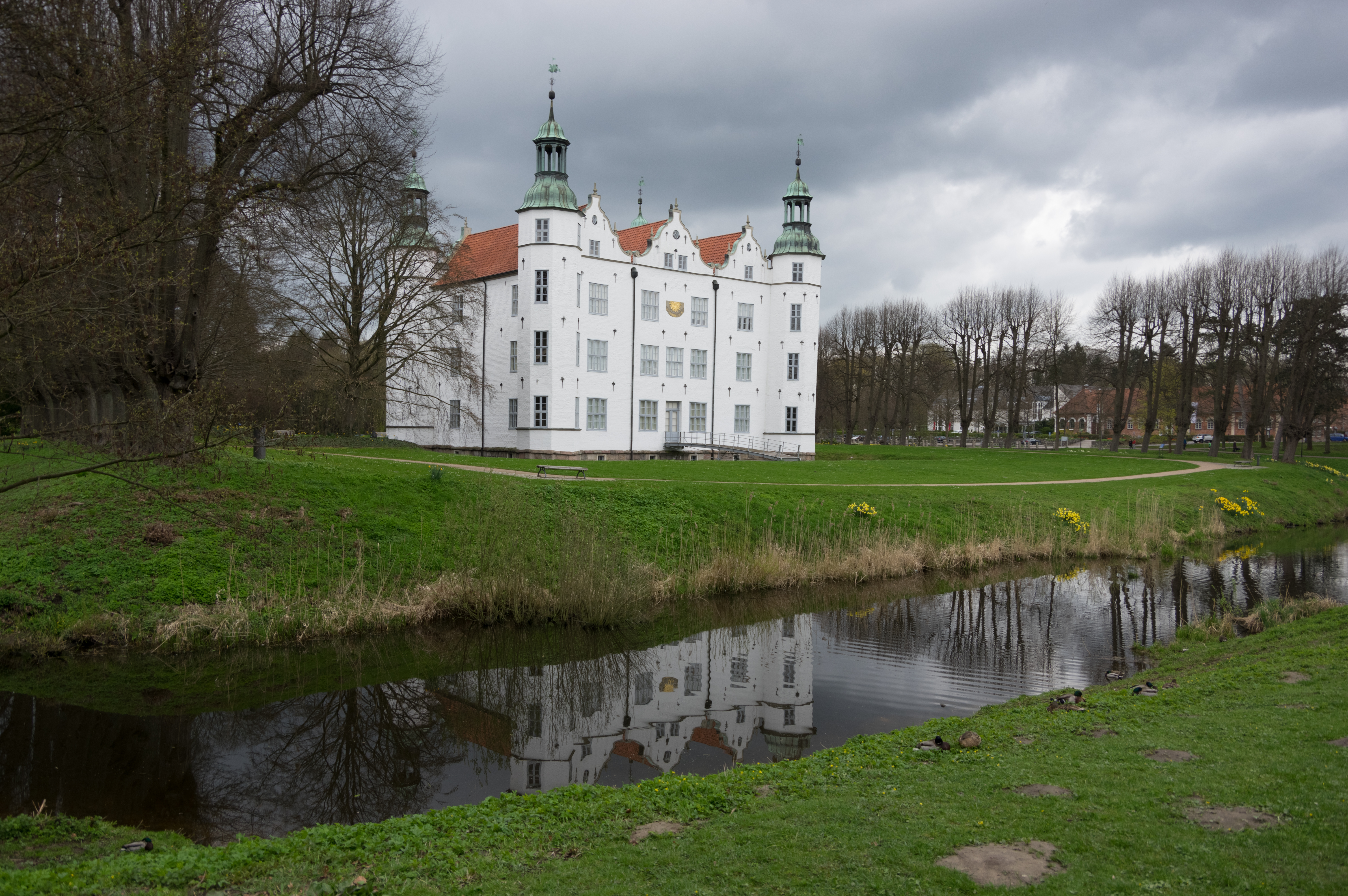
Центральный фасад комплекса осенью
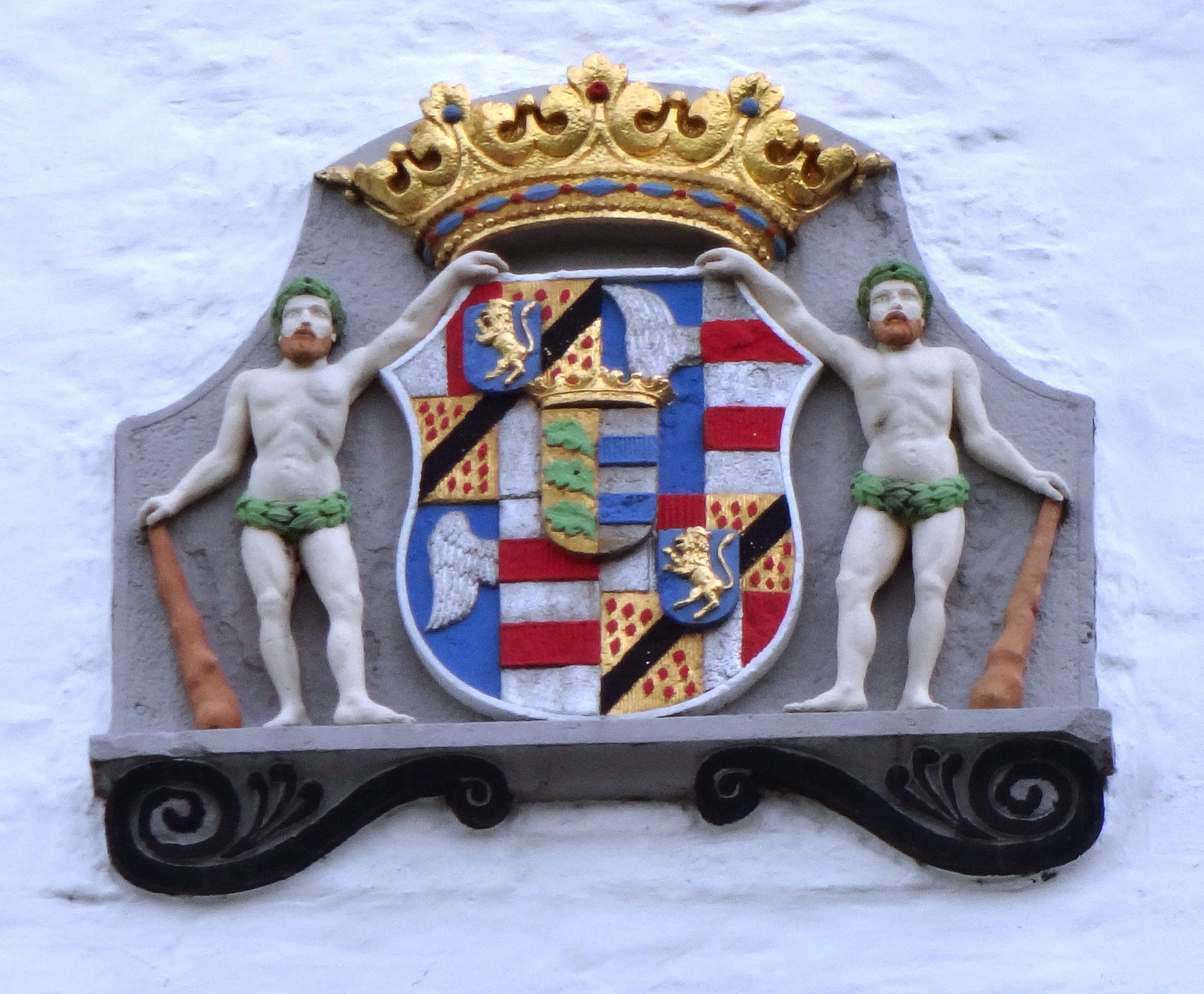
Герб при въезде в замок